# لا لیگا ۲۱–۲۰۲۰
لا لیگا ۲۱–۲۰۲۰ که به دلیل اسپانسر این تورنمنت با نام لا لیگا سانتاندر نیز شناخته می‌شود، نودمین دوره از زمان تأسیس آن بود. این دوره از تاریخ ۱۲ سپتامبر ۲۰۲۰ آغاز شد و در تاریخ ۲۳ مه ۲۰۲۱ با قهرمانی اتلتیکو مادرید به پایان رسید. تقویم مسابقات در ۳۱ اوت ۲۰۲۰ اعلام شد.
رئال مادرید پس از کسب سی و چهارمین عنوان قهرمانی در فصل قبل، مدافع عنوان قهرمانی بود. اوئسکا، کادیس و الچه، باشگاه‌هایی بودند که از سگوندا دیویسیون ۲۰–۲۰۱۹ صعود کردند و خود را به فصل جدید لا لیگا رسانده بودند. این سه تیم جایگزین اسپانیول، مایورکا و لگانس شدند که در سال گذشته سقوط کرده بودند تا فصل ۲۱–۲۰۲۰ را در دسته دوم رقابت کنند.
قانون پنج تعویض در حداکثر سه نوبت برای هر تیم که در ماه مه ۲۰۲۰ به دلیل همه‌گیری کووید-۱۹ تصویب شده بود، استثنائا برای این فصل هم ابقا شد.
اتلتیکو مادرید پس از پیروزی ۲-۱ مقابل وایادولید در آخرین هفته‌ی فصل، یازدهمین قهرمانی‌اش در لا لیگا را جشن گرفت. این اولین قهرمانی آنها از فصل ۱۴–۲۰۱۳ بود و در این فاصله، بارسلونا و رئال مادرید، تنها تیم‌هایی بودند که موفق به کسب این عنوان شدند.

## قالب مسابقات

### رده‌بندی لیگ
مانند فصل‌های گذشته، برترین سطح از فوتبال اسپانیا با حضور بیست باشگاه از سراسر کشور برگزار شد. طبق قانون لیگ، این بیست تیم در دو بازی رفت و برگشت، به مصاف یکدیگر خواهند رفت، یک بار در زمین خانگی و دیگری در زمین حریف. مسابقات در طی ۳۸ هفته برگزار می‌شود و ترتیب مسابقات قبل از شروع با قرعه‌کشی مشخص می‌شود.
رده‌بندی نهایی با در نظر گرفتن امتیازات کسب شده در پایان فصل تعیین می‌شود؛ با سیستم ۳ امتیاز برای هر برد، یک امتیاز برای هر تساوی و صفر امتیاز در صورت شکست. اگر در پایان فصل، دو تیم امتیاز یکسانی داشته باشند، مکانیسم شکستن تساوی به شرح زیر است:
- تیم با بهترین تفاضل گل‌های زده و خورده در بازی‌های رو در رو این دو باشگاه.
- در صورت تداوم تساوی، تفاضل گل‌های زده و خورده در کل بازی‌های فصل این دو تیم لحاظ می‌شود.

اگر تساوی در امتیازات بین سه یا چند باشگاه اتفاق بیفتد، تیم برتر اینگونه مشخص می‌شود:
- تیم با بهترین امتیازگیری در بازی‌های رو در رو این چند باشگاه.
- تیم با بهترین تفاضل گل‌های زده و خورده در بازی‌های رو در در این چند باشگاه.
- بهترین تفاضل گل‌های زده و خورده در تمام مسابقات لیگ.
- بیشترین گل زده در تمام مسابقات لیگ.

### سهمیه‌های اروپایی
یوفا به لیگ اسپانیا هفت سهمیه برای رقابت‌های اروپایی فصل ۲۲–۲۰۲۱ اعطا کرده‌است که به شرح زیر توزیع می‌شود:
- تیم‌های اول، دوم، سوم و چهارم لیگ، سهمیه حضور مستقیم در مرحله گروهی لیگ قهرمانان اروپا را به دست خواهند آورد.[۸]
- قهرمان جام حذفی و تیم پنجم جدول لیگ، مستقیماً به مرحله گروهی لیگ اروپا راه خواهند یافت.
- تیم ششم از دور دوم مقدماتی وارد رقابت‌های لیگ اروپا می‌شود.

با این حال، سهمیه‌های یوفا در پایان فصل ممکن است با توجه به نتایج سایر رقابت‌ها؛ از جمله جام حذفی، دستخوش تغییر شود:
- اگر قهرمان جام حذفی، از طریق لیگ واجد شرایط حضور در لیگ قهرمانان شود، سهمیه تیم پنجم لیگ به تیم رده ششم و سهمیه تیم رده ششم به تیم هفتم می‌رسد. در صورتی که قهرمان جام حذفی به واسطه رتبه‌اش در لیگ، جواز حضور در لیگ اروپا را کسب کند، سهمیه آنها به تیم رتبه بعدی در جدول لیگ می‌رسد.
- تیم‌های قهرمان در جام‌های اروپایی (لیگ قهرمانان یا لیگ اروپا)، سهمیه مستقیم حضور در فصل بعد لیگ قهرمانان را کسب می‌کنند. در صورتی که تیم مذکور قبلاً سهمیه رقابت‌های اروپایی را از طریق لیگ کسب کرده باشد، سهمیه اختصاصی برای قهرمان به آنها تعلق نمی‌گیرد. از سوی دیگر، اگر تیم مذکور از طریق لیگ به لیگ قهرمانان اروپا راه پیدا کند، اما باید از دور مقدماتی کار را شروع کند، آنگاه سهمیه‌ای را که برای قهرمان در نظر گرفته شده، دریافت می‌کند و مستقیماً به مرحله گروهی می‌رسد. اما در هر صورت سهمیه باقیمانده به تیم پشت سر آنها در جدول رده‌بندی لیگ تعلق نمی‌گیرد بلکه به فدراسیون کشوری دیگر اعطا می‌شود.
- اگر تیمی که در مسابقات اروپایی قهرمان می‌شود از طریق لیگ داخلی به لیگ اروپا راه پیدا کند، سهمیهٔ لیگ قهرمانان اروپا را به دست می‌آورد، در حالی که سهمیه‌اش برای لیگ اروپا باطل می‌شود و به تیم بعد از آنها در رده‌بندی جدول لیگ تعلق نمی‌گیرد (از هر کشور نهایتا پنج تیم می‌توانند به لیگ قهرمانان اروپا راه پیدا کنند).

## خلاصه فصل
اتلتیکو و رئال از مادرید، بارسا و سویا، چهار تیم برتر این دوره بودند و با جدا کردن خود از سایر رقبا، بیشتر فصل را در عرصه رقابت برای قهرمانی سپری کردند و پس از ۳۳ هفته، تنها تیم‌هایی بودند که فرصت قهرمانی داشتند. اتلتیکو در فاصله هفته نهم تا سی و یکم صدرنشین جدول بود و با یک پیروزی در هفته سی و سوم صدر را پس گرفت. در چهار هفته مانده تا اتمام فصل، تیم‌های مدعی تنها سه امتیاز اختلاف داشتند. در سی و پنجمین هفته، چهار تیم صدر جدول به مصاف هم رفتند؛ بارسلونا میزبان اتلتیکو شد و رئال پذیرای سویا بود. هر دو بازی، اما با تساوی به پایان رسید و حتی سویا که اکنون شش امتیاز از صدر جدول فاصله داشت، همچنان یکی از شانس‌های قهرمانی بود. در هفته ماقبل آخر، سویا با چهار گل، شکست سنگینی را در خانه ویارئال متحمل شد و بارسلونا نتوانست در نوکمپ حریف سلتا ویگو شود که منجر به کنار رفتن هر دو از مسیر قهرمانی شد. در سوی دیگر، اما تیم‌های پایتخت بازی‌هایشان را با پیروزی پشت سر گذاشتند و تکلیف قهرمان، به هفته آخر کشید.‌ اتلتیکو صدر را از دست نداد و با این قهرمانی، پس از هفت سال بار دیگر وقفه‌ای بر سلطه بارسلونا و رئال در فوتبال اسپانیا گذاشت. در انتهای فصل، ویارئال قهرمان لیگ اروپا شد و سهمیه حضور در مرحله گروهی لیگ قهرمانان اروپا را برای فصل بعد به دست آورد؛ به این ترتیب تعداد تیم‌های اسپانیایی در مرحله گروهی لیگ قهرمانان اروپا به عدد پنج رسید.
در مقایسه با دیگر «لیگ‌های برتر» اروپایی، پس از گذشت ۳۷ هفته، تنها سقوط یک تیم از لیگ قطعی شده‌بود. ایبار که تنها سه امتیاز تا منطقه امن جدول فاصله داشت به سگوندا دیویسیون سقوط کرد و در هفته پایانی، اوئسکا که پس از یک فصل غیبت، خود را به لا لیگا رسانده بود همراه با رئال وایادولید به ایبار پیوستند. در میان قعرنشین‌ها، الچه تنها تیمی بود که بازی آخرش را با پیروزی پشت سر گذاشت و خود را از سایه تهدید سقوط رها کرد. کادیس دیگر تیم صعودکننده به لا لیگا در این فصل بود که با کسب جایگاه دوازدهم، خود را در دسته برتر فوتبال اسپانیا تثبیت کرد.

## اطلاعات تیم‌ها

### تغییرات تیم‌ها
در مجموع ۲۰ تیم در این فصل از لا لیگا شرکت کردند، از جمله ۱۷ تیم باقیمانده از فصل ۲۰–۲۰۱۹ و ۳ تیم صعود کننده از سگوندا دیویسیون که شامل دو تیم برتر این دسته و برنده پلی آف بود.
تیم‌های سقوط کرده به سگوندا دیویسیون
اولین تیمی که از لالیگا سقوط کرد اسپانیول بود. آنها پس از از دست دادن ۱−۰ در دربی بارسلونا، با پایان دادن به ماندن ۲۶ ساله خود در رده‌های بالاتر، در ۸ ژوئیه ۲۰۲۰ سقوط کردند. دومین تیم سقوط کرده مایورکا بود که در ۱۶ ژوئیه سال ۲۰۲۰ پس از شکست ۱ بر ۲ در خانه مقابل گرانادا سقوط کرد و بازگشت فوری به لیگ دسته دوم را تجربه کرد. سومین و آخرین تیم سقوط کرده لگانس در ۱۹ ژوئیه ۲۰۲۰ پس از تساوی ۲−۲ مقابل رئال مادرید در بازی آخر فصل، لگانس بود. این پایان دوره چهار ساله لگا در دسته اول بود.
تیم‌های راه یافته به لا لیگا
در ۱۲ ژوئیه ۲۰۲۰، کادیس اولین کسی بود که پس از ۱۴ سال غیبت، پس از پیروزی ۴−۲ اویدو برابر ساراگوسا صعود کرد. تیم دوم برای کسب صعود، اوئسکا بود که پس از پیروزی ۳−۰ مقابل نومانسیا در ۱۷ ژوئیه ۲۰۲۰، این بازگشت فوری به لیگ دسته اول است. تیم نهایی برای دستیابی به صعود، الچه پس از شکست خیرونا ۱–۰ به‌طور کلی، برنده پلی آف بود و پس از پنج سال غیبت به لالیگا بازگشت.
| رتبه | سقوط از لا لیگا |
| ---- | --------------- |
| ۱۸.  | لگانس           |
| ۱۹.  | رئال مایورکا    |
| ۲۰.  | اسپانیول        |

| رتبه  | صعود از سگوندا |
| ----- | -------------- |
| ۱.    | اوئسکا         |
| ۲.    | کادیس          |
| صعود. | الچه           |

### تعداد تیم‌ها براساس بخش خودمختار
| رتبه | بخش خودمختار  | تعداد | تیم‌ها                                                |
| ---- | ------------- | ----- | ---------------------------------------------------- |
| ۱    | باسک          | ۴     | دپورتیوو آلاوس، اتلتیک بیلبائو، ایبار و رئال سوسیداد |
| ۱    | والنسیا       | ۴     | لوانته، والنسیا، الچه و ویارئال                      |
| ۱    | اندلس         | ۴     | گرانادا، رئال بتیس، کادیس و سویا                     |
| ۴    | مادرید        | ۳     | اتلتیکو مادرید، ختافه و رئال مادرید                  |
| ۵    | کاتالونیا     | ۱     | بارسلونا                                             |
| ۵    | کاستیا و لئون | ۱     | رئال وایادولید                                       |
| ۵    | گالیسیا       | ۱     | سلتاویگو                                             |
| ۵    | آراگون        | ۱     | اوئسکا                                               |
| ۵    | نابارا        | ۱     | اوساسونا                                             |

### ورزشگاه، بودجه و موقعیت تیم‌ها
| تیم       | مکان                         | مکان              | ورزشگاه              | گنجایش | بودجه € | عملکرد در ۲۰–۲۰۱۹ |
| --------- | ---------------------------- | ----------------- | -------------------- | ------ | ------- | ----------------- |
| آلاوس     | سرزمین باسک (منطقه خودمختار) | بیتوریا           | مندیزوروتسا          | ۱۹٬۸۴۰ | ۴۲٬۰۲۸  | ۱۶ام              |
| بیلبائو   | سرزمین باسک (منطقه خودمختار) | بیلبائو           | سن مامس              | ۵۳٬۲۸۹ | ۱۱۹٬۸۱۹ | ۱۱ام              |
| اتلتیکو   | مادرید (بخش خودمختار)        | مادرید            | واندا متروپولیتانو   | ۶۸٬۴۵۶ | ۲۵۲٬۷۲۰ | سوم               |
| بارسلونا  | کاتالونیا                    | بارسلون           | کمپ نو               | ۹۹٬۳۵۴ | ۳۸۲٬۷۱۷ | نایب‌قهرمان        |
| کادیس     | اندلس                        | کادیس             | رامون کارانزا        | ۲۰٬۷۲۴ | ۴۱٬۰۲۸  | صعود از دسته ۲    |
| سلتاویگو  | گالیسیا                      | بیگو              | بالایدوس             | ۲۹٬۰۰۰ | ۶۲٬۵۱۸  | ۱۷ام              |
| ایبار     | سرزمین باسک (منطقه خودمختار) | ایبار             | ایپوروا              | ۸٬۱۶۴  | ۴۲٬۷۰۶  | ۱۴ام              |
| الچه      | بخش خودمختار والنسیا         | الچه              | مانوئل مارتینز والرو | ۳۳٬۷۳۲ | ۳۴٬۶۰۰  | صعود از دسته ۲    |
| ختافه     | مادرید (بخش خودمختار)        | ختافه             | آلفونسو پرز          | ۱۷٬۳۹۳ | ۵۲٬۵۸۹  | ۸ام               |
| گرانادا   | اندلس                        | گرانادا           | لوس کارمنس           | ۱۹٬۳۳۶ | ۵۶٬۴۸۳  | ۷ام               |
| اوئسکا    | آراگون                       | اوئسکا            | ال الکورا            | ۷٬۶۳۸  | ۳۷٬۰۵۷  | صعود از دسته ۲    |
| لوانته    | بخش خودمختار والنسیا         | والنسیا           | والنسیا              | ۲۶٬۳۵۴ | ۳۷٬۶۱۳  | ۱۲ام              |
| اوساسونا  | نابارا                       | پامپلونا          | رینو د ناوارا        | ۲۳٬۵۷۶ | ۴۶٬۶۳۸  | ۱۰ام              |
| بتیس      | اندلس                        | سویا              | بنیتو ویامارین       | ۶۰٬۷۲۱ | ۷۱٬۳۰۴  | ۱۵ام              |
| رئال      | مادرید (بخش خودمختار)        | مادرید            | سانتیاگو برنابئو     | ۸۱٬۰۴۴ | ۴۶۸٬۵۲۹ | قهرمان            |
| رئال      | مادرید (بخش خودمختار)        | مادرید            | آلفردو دی استفانو    | ۶٬۰۰۰  | ۴۶۸٬۵۲۹ | قهرمان            |
| سوسیداد   | سرزمین باسک (منطقه خودمختار) | سن سباستین        | آنوئتا               | ۳۹٬۵۰۰ | ۱۰۰٬۸۷۶ | ۶ام               |
| سویا      | اندلس                        | سویا              | رامون سانچث پیس‌خوان  | ۴۳٬۸۸۳ | ۱۸۵٬۸۰۹ | ۴ام               |
| والنسیا   | بخش خودمختار والنسیا         | والنسیا           | مستایا               | ۵۵٬۰۰۰ | ۱۰۳٬۳۹۰ | ۹ام               |
| وایادولید | کاستیا و لئون                | وایادولید         | خوسه ثوریا           | ۲۸٬۰۱۲ | ۴۹٬۳۶۱  | ۱۳ام              |
| ویارئال   | بخش خودمختار والنسیا         | ویارئال، کاستلیون | ال مادریگا           | ۲۴٬۸۹۰ | ۱۴۵٬۲۴۲ | ۵ام               |

### سرمربی، کاپیتان، تولیدکننده و حامی مالی لباس
| تیم       | سرمربی               | سرمربی | کاپیتان           | تولیدکننده | تولیدکننده | حامی مالی                                                    | حامی مالی |
| --------- | -------------------- | ------ | ----------------- | ---------- | ---------- | ------------------------------------------------------------ | --------- |
| آلاوس     | آبلاردو فرناندز      | [ ۳۶ ] | مانو گارسیا       | کلمه       |            | Betway–AVIA–Integra Energía                                  |           |
| بیلبائو   | مارسلینو             | [ ۳۷ ] | ایکر مونیاین      | نیو بالانس | [ ۳۸ ]     | Kutxabank                                                    | [ ۳۹ ]    |
| اتلتیکو   | دیه‌گو سیمئونه        | [ ۴۰ ] | کوکه              | نایکی      |            | Plus500–Ria Money Transfer–Hyundai                           |           |
| بارسلونا  | ژاوی هرناندز         | [ ۴۱ ] | سرخیو بوسکتس      | نایکی      | [ ۴۲ ]     | Rakuten–UNICEF–Beko                                          |           |
| کادیس     | آلوارو سرورا         | [ ۴۳ ] | جون آندر گاریدو   | آدیداس     |            | Dafabet                                                      |           |
| سلتا      | ادواردو کودیه        | [ ۴۴ ] | هوگو مایو         | آدیداس     |            | Estrella Galicia 0,0–Abanca–Visit Maldives– Grupo Recalvi    | [ ۴۵ ]    |
| ایبار     | خوزه لوئیس مندیلیبار | [ ۴۶ ] | سرژی انریک        | جوما       |            | AVIA                                                         |           |
| الچه      | خورخه آلمیرون        | [ ۴۷ ] | نینو              | هومل       |            | TM Grupo Inmobiliario                                        |           |
| ختافه     | خوزه بوردالاس        | [ ۴۸ ] | جن داکونام        | جوما       |            | Tecnocasa Group–Reale Seguros–El Brillante–Tejada's Forever  |           |
| گرانادا   | دیگو مارتینز         | [ ۴۹ ] | ویکتور دیاز       | نایکی      | [ ۵۰ ]     | Winamax–Caja Rural Granada–Coviran                           | [ ۵۱ ]    |
| اوئسکا    | پاچتا                | [ ۵۲ ] | خورخه پولیدو      | کلمه       | [ ۵۳ ]     | Huesca La Magia–Apisa–Bodega Sommos–Grupo Cosehisa–Ambar 0,0 |           |
| لوانته    | پاکو لوپز            | [ ۵۴ ] | خوسه لوییس مورالس | ماکرون     | [ ۵۵ ]     | Betway–Baleària                                              | [ ۵۶ ]    |
| اوساسونا  | یاگوبا آراساته       | [ ۵۷ ] | اویر سانخورخو     | آدیداس     | [ ۵۸ ]     | Victorino Vicente–Selk Clínica Universidad de Navarra        |           |
| بتیس      | مانوئل پیگرینی       | [ ۵۹ ] | خواکین سانچز      | کاپا       | [ ۶۰ ]     | Betway–#welcometoSeville–Reale Seguros                       |           |
| رئال      | زین‌الدین زیدان       | [ ۶۱ ] | سرخیو راموس       | آدیداس     | [ ۶۲ ]     | Emirates                                                     | [ ۶۳ ]    |
| سوسیه‌داد  | ایمانول آلگواسیل     | [ ۶۴ ] | آسیر ایارامندی    | ماکرون     | [ ۶۵ ]     | Betway– Winamax–Reale Seguros                                |           |
| سویا      | خولن لوپتگی          | [ ۶۶ ] | خسوس ناواس        | نایکی      | [ ۶۷ ]     | Plus500–Marathonbet                                          | [ ۶۸ ]    |
| والنسیا   | خاوی گراسیا          | [ ۶۹ ] | خوسه لوییس گایا   | پوما       | [ ۷۰ ]     | bwin–Libertex–Sailun Tyres–Škoda                             | [ ۷۱ ]    |
| وایادولید | سرجیو                | [ ۷۲ ] | میچل اررو         | آدیداس     | [ ۷۳ ]     | Estrella Galicia 0,0–Integra Energía–Inexo                   | [ ۷۴ ]    |
| ویارئال   | اونای امری           | [ ۷۵ ] | ماریو گاسپار پرز  | جوما       |            | Ria Money Transfer                                           |           |

## داوران
خوسه لوییس گونثالث گونثالث و ادواردو پریتو ایگلسیاس که در فصل گذشته در فهرست داوران لا لیگا بودند، دیگر در این فصل حضور ندارند. گونزالز گونزالز به سبب محدودیت سنی برای داوری در فهرست کمک داوران ویدئویی لا لیگا قرار گرفت و ایگلسیاس به سبب تنزل رتبه در این فصل در دسته سگوندا دیویسیون سوت می‌زند.
| - آنتونیو میگل متئو لائوس؛ ۱۲ مارس ۱۹۷۷ ‏(۴۸ سال) [۱۳ فصل – داور فیفا – ۲۰۱۱] - شاویر استرادا فرناندث؛ ۲۷ ژانویهٔ ۱۹۷۶ ‏(۴۹ سال) [۱۲ فصل – داور فیفا – ۲۰۱۳] - کارلوس دل سرو گرانده؛ ۱۳ مارس ۱۹۷۶ ‏(۴۹ سال) [۱۰ فصل – داور فیفا – ۲۰۱۳] - خسوس خیل مانزانو؛ ۴ فوریهٔ ۱۹۸۴ ‏(۴۱ سال) [۸ فصل – داور فیفا – ۲۰۱۴] - الخاندرو هرناندث هرناندث؛ ۱۰ نوامبر ۱۹۸۲ ‏(۴۲ سال) [۸ فصل – داور فیفا – ۲۰۱۴] - خوان مارتینث مونوئرا؛ ۱۳ ژوئیهٔ ۱۹۸۲ ‏(۴۲ سال) [۸ فصل – داور فیفا – ۲۰۱۵] - سانتیاگو خایمه لاتره ۱۷ ژوئن ۱۹۷۹ ‏(۴۵ سال) [۷ فصل] - ماریو ملرو لوپث ۲ ژوئیهٔ ۱۹۷۹ ‏(۴۵ سال) [۷ فصل] - خوسه ماریا سانچث مارتینث ۱۳ آوریل ۱۹۸۳ ‏(۴۱ سال) [۶ فصل – داور فیفا – ۲۰۱۷] - ریکاردو ده بورگس بنگوئچیا ۱۶ مارس ۱۹۸۶ ‏(۳۹ سال) [۶ فصل – داور فیفا – ۲۰۱۸] | - خوسه لوییس مونوئرا مونترو ۱۹ مهٔ ۱۹۸۳ ‏(۴۱ سال) [۵ فصل – داور فیفا – ۲۰۱۹] - پابلو گونسالس فوئرتس؛ ۸ ژوئن ۱۹۸۰ ‏(۴۴ سال) [۴ فصل] - داوید مدیه خیمنث ۲۴ اوت ۱۹۸۴ ‏(۴۰ سال) [۴ فصل] - خاویر آلبرولا روخاس ۲۲ ژوئن ۱۹۹۱ ‏(۳۳ سال) [۴ فصل] - آدریان کوردرو وگا ۱۵ ژوئن ۱۹۸۴ ‏(۴۰ سال) [۳ فصل] - گی‌یرمو کوادرا فرناندز ۲۵ آوریل ۱۹۸۴ ‏(۴۰ سال) [۳ فصل – داور فیفا – ۲۰۱۹] - والنتین پیسارو گومس ۱۴ اوت ۱۹۸۱ ‏(۴۳ سال) [۲ فصل] - سزار سوتو گرادو ۱۷ ژوئن ۱۹۸۰ ‏(۴۴ سال) [۲ فصل] - ایسیدرو دیاس دِ مرا اسکودروس ۲۴ اوت ۱۹۸۹ ‏(۳۵ سال) [۱ – اولین فصل] - خورخه فیگروا وازکز ۴ مارس ۱۹۸۰ ‏(۴۵ سال) [۱ – اولین فصل] |

## جدول لیگ و نتایج

### جدول لیگ
| رتبه | تیم                | بازی | برد | مساوی | باخت | گل زده | گل خورده | گل تفاضل | امتیاز | صعود یا سقوط                  |
| ---- | ------------------ | ---- | --- | ----- | ---- | ------ | -------- | -------- | ------ | ----------------------------- |
| ۱    | اتلتیکو مادرید (C) | ۳۸   | ۲۶  | ۸     | ۴    | ۶۷     | ۲۵       | ۴۲+      | ۸۶     | راه‌یابی به لیگ قهرمانان اروپا |
| ۲    | رئال مادرید        | ۳۸   | ۲۵  | ۹     | ۴    | ۶۷     | ۲۸       | ۳۹+      | ۸۴     | راه‌یابی به لیگ قهرمانان اروپا |
| ۳    | بارسلونا           | ۳۸   | ۲۴  | ۷     | ۷    | ۸۵     | ۳۸       | ۴۷+      | ۷۹     | راه‌یابی به لیگ قهرمانان اروپا |
| ۴    | سویا               | ۳۸   | ۲۴  | ۵     | ۹    | ۵۳     | ۳۳       | ۲۰+      | ۷۷     | راه‌یابی به لیگ قهرمانان اروپا |
| ۵    | رئال سوسیداد       | ۳۸   | ۱۷  | ۱۱    | ۱۰   | ۵۹     | ۳۸       | ۲۱+      | ۶۲     | راه‌یابی به لیگ اروپا          |
| ۶    | رئال بتیس          | ۳۸   | ۱۷  | ۱۰    | ۱۱   | ۵۰     | ۵۰       | ۰        | ۶۱     | راه‌یابی به لیگ اروپا          |
| ۷    | ویارئال            | ۳۸   | ۱۵  | ۱۳    | ۱۰   | ۶۰     | ۴۴       | ۱۶+      | ۵۸     | راه‌یابی به لیگ قهرمانان اروپا |
| ۸    | سلتاویگو           | ۳۸   | ۱۴  | ۱۱    | ۱۳   | ۵۵     | ۵۷       | ۲−       | ۵۳     |                               |
| ۹    | گرانادا            | ۳۸   | ۱۳  | ۷     | ۱۸   | ۴۷     | ۶۵       | ۱۸−      | ۴۶     |                               |
| ۱۰   | اتلتیک بیلبائو     | ۳۸   | ۱۱  | ۱۳    | ۱۴   | ۴۶     | ۴۲       | ۴+       | ۴۶     |                               |
| ۱۱   | اوساسونا           | ۳۸   | ۱۱  | ۱۱    | ۱۶   | ۳۷     | ۴۸       | ۱۱−      | ۴۴     |                               |
| ۱۲   | کادیس              | ۳۸   | ۱۱  | ۱۱    | ۱۶   | ۳۶     | ۵۸       | ۲۲−      | ۴۴     |                               |
| ۱۳   | والنسیا            | ۳۸   | ۱۰  | ۱۳    | ۱۵   | ۵۰     | ۵۳       | ۳−       | ۴۳     |                               |
| ۱۴   | لوانته             | ۳۸   | ۹   | ۱۴    | ۱۵   | ۴۶     | ۵۷       | ۱۱−      | ۴۱     |                               |
| ۱۵   | ختافه              | ۳۸   | ۹   | ۱۱    | ۱۸   | ۲۸     | ۴۳       | ۱۵−      | ۳۸     |                               |
| ۱۶   | آلاوس              | ۳۸   | ۹   | ۱۱    | ۱۸   | ۳۶     | ۵۷       | ۲۱−      | ۳۸     |                               |
| ۱۷   | الچه               | ۳۸   | ۸   | ۱۲    | ۱۸   | ۳۴     | ۵۵       | ۲۱−      | ۳۶     |                               |
| ۱۸   | اوئسکا (R)         | ۳۸   | ۷   | ۱۳    | ۱۸   | ۳۴     | ۵۳       | ۱۹−      | ۳۴     | سقوط به سگوندا دیویژن         |
| ۱۹   | وایادولید (R)      | ۳۸   | ۵   | ۱۶    | ۱۷   | ۳۴     | ۵۷       | ۲۳−      | ۳۱     | سقوط به سگوندا دیویژن         |
| ۲۰   | ایبار (R)          | ۳۸   | ۶   | ۱۲    | ۲۰   | ۲۹     | ۵۲       | ۲۳−      | ۳۰     | سقوط به سگوندا دیویژن         |

1. ↑  قهرمان کوپا دل ری ۲۱–۲۰۲۰، بارسلونا، با کسب رتبه سوم لیگ سهمیه لیگ قهرمانان اروپا ۲۲–۲۰۲۱ را دریافت کرد و طبق قوانین یوفا سهمیه لیگ اروپا ۲۲–۲۰۲۱ که به قهرمان کوپا دل ری اختصاص داشت به رتبه ششم لیگ اهدا شد و نیز سهمیه لیگ کنفرانس اروپا ۲۲–۲۰۲۱ به تیم هفتم لیگ، ویارئال داده شد.
2. ↑  ویارئال با قهرمانی در لیگ اروپا ۲۱–۲۰۲۰، سهمیه لیگ قهرمانان اروپا ۲۲–۲۰۲۱ را دریافت کرد. آنها در لیگ با کسب رتبه هفتم جواز راه‌یابی به لیگ کنفرانس اروپا ۲۲–۲۰۲۱ را داشتند. طبق قوانین یوفا جایگزینی برای این جایگاه انتخاب نشد.
3. 1 2  گرانادا به‌دلیل تفاضل گل بیشتر در بازی رودررو بالاتر از اتلتیک بیلبائو قرار گرفت: گرانادا ۲–۰ اتلتیک بیلبائو، اتلتیک بیلبائو ۲–۱ گرانادا
4. 1 2  اوساسونا به‌دلیل امتیاز بیشتر در بازی رودررو بالاتر از کادیز قرار گرفت: کادیز ۰–۲ اوساسونا، اوساسونا ۳–۲ کادیز.

### جایگاه در جدول براساس هفته
در جدول زیر موقعیت هر تیم بعد از هر هفته ذکر شده‌است.
| هفته      | ۱  | ۲  | ۳  | ۴  | ۵  | ۶  | ۷  | ۸  | ۹  | ۱۰ | ۱۱ | ۱۲ | ۱۳ | ۱۴ | ۱۵ | ۱۶ | ۱۷ | ۱۸ | ۱۹ | ۲۰ | ۲۱ | ۲۲ | ۲۳ | ۲۴ | ۲۵ | ۲۶ | ۲۷ | ۲۸ | ۲۹ | ۳۰ | ۳۱ | ۳۲ | ۳۳ | ۳۴ | ۳۵ | ۳۶ | ۳۷ | ۳۸ |
| تیم       |    |    |    |    |    |    |    |    |    |    |    |    |    |    |    |    |    |    |    |    |    |    |    |    |    |    |    |    |    |    |    |    |    |    |    |    |    |    |
| --------- | -- | -- | -- | -- | -- | -- | -- | -- | -- | -- | -- | -- | -- | -- | -- | -- | -- | -- | -- | -- | -- | -- | -- | -- | -- | -- | -- | -- | -- | -- | -- | -- | -- | -- | -- | -- | -- | -- |
| اتلتیکو   | ۱۱ | ۱۴ | ۹  | ۱۲ | ۱۲ | ۸  | ۵  | ۴  | ۳  | ۲  | ۲  | ۱  | ۲  | ۱  | ۱  | ۱  | ۱  | ۱  | ۱  | ۱  | ۱  | ۱  | ۱  | ۱  | ۱  | ۱  | ۱  | ۱  | ۱  | ۱  | ۱  | ۱  | ۱  | ۱  | ۱  | ۱  | ۱  | ۱  |
| رئال      | ۱۵ | ۱۰ | ۶  | ۳  | ۱  | ۳  | ۲  | ۲  | ۴  | ۴  | ۴  | ۴  | ۳  | ۲  | ۲  | ۲  | ۲  | ۲  | ۲  | ۲  | ۳  | ۲  | ۲  | ۲  | ۳  | ۳  | ۳  | ۳  | ۳  | ۲  | ۲  | ۲  | ۲  | ۲  | ۲  | ۲  | ۲  | ۲  |
| بارسلونا  | ۱۲ | ۱۵ | ۱۰ | ۵  | ۵  | ۹  | ۱۲ | ۱۲ | ۸  | ۱۳ | ۷  | ۹  | ۸  | ۵  | ۵  | ۶  | ۵  | ۳  | ۳  | ۳  | ۲  | ۳  | ۳  | ۴  | ۲  | ۲  | ۲  | ۲  | ۲  | ۳  | ۳  | ۳  | ۳  | ۳  | ۳  | ۳  | ۳  | ۳  |
| سویا      | ۱۶ | ۱۷ | ۱۱ | ۶  | ۶  | ۱۰ | ۱۳ | ۱۶ | ۱۲ | ۷  | ۵  | ۶  | ۵  | ۷  | ۶  | ۴  | ۶  | ۶  | ۵  | ۴  | ۴  | ۴  | ۴  | ۳  | ۴  | ۴  | ۴  | ۴  | ۴  | ۴  | ۴  | ۴  | ۴  | ۴  | ۴  | ۴  | ۴  |    |
| سوسیداد   | ۶  | ۹  | ۳  | ۱۰ | ۳  | ۱  | ۱  | ۱  | ۱  | ۱  | ۱  | ۲  | ۱  | ۳  | ۳  | ۳  | ۳  | ۵  | ۶  | ۶  | ۶  | ۶  | ۵  | ۵  | ۵  | ۵  | ۵  | ۵  | ۵  | ۵  | ۷  | ۵  | ۵  | ۵  | ۵  | ۵  | ۵  | ۵  |
| بتیس      | ۴  | ۲  | ۱  | ۷  | ۲  | ۷  | ۱۰ | ۷  | ۷  | ۱۲ | ۱۵ | ۸  | ۱۰ | ۱۲ | ۹  | ۱۰ | ۱۱ | ۱۰ | ۸  | ۸  | ۷  | ۷  | ۷  | ۷  | ۶  | ۶  | ۶  | ۶  | ۶  | ۶  | ۶  | ۶  | ۶  | ۷  | ۶  | ۶  | ۶  | ۶  |
| ویارئال   | ۸  | ۳  | ۸  | ۴  | ۴  | ۲  | ۴  | ۳  | ۲  | ۳  | ۳  | ۳  | ۴  | ۴  | ۴  | ۵  | ۴  | ۴  | ۴  | ۵  | ۵  | ۵  | ۶  | ۶  | ۷  | ۷  | ۷  | ۷  | ۷  | ۷  | ۵  | ۷  | ۷  | ۶  | ۷  | ۷  | ۷  | ۷  |
| سلتا      | ۹  | ۴  | ۴  | ۱۱ | ۱۳ | ۱۷ | ۱۷ | ۱۷ | ۱۷ | ۲۰ | ۱۸ | ۱۶ | ۹  | ۸  | ۸  | ۸  | ۸  | ۸  | ۱۱ | ۱۰ | ۱۰ | ۱۰ | ۹  | ۱۱ | ۱۱ | ۱۰ | ۱۱ | ۱۱ | ۸  | ۱۰ | ۱۰ | ۱۲ | ۱۰ | ۱۰ | ۸  | ۸  | ۸  | ۸  |
| گرانادا   | ۳  | ۱  | ۲  | ۹  | ۱۰ | ۶  | ۳  | ۶  | ۵  | ۶  | ۸  | ۷  | ۶  | ۶  | ۷  | ۷  | ۷  | ۷  | ۷  | ۷  | ۸  | ۸  | ۸  | ۹  | ۹  | ۹  | ۸  | ۸  | ۹  | ۸  | ۸  | ۸  | ۸  | ۸  | ۱۰ | ۱۰ | ۱۰ | ۹  |
| بیلبائو   | ۱۹ | ۲۰ | ۱۴ | ۱۵ | ۱۹ | ۱۴ | ۱۶ | ۱۱ | ۱۴ | ۸  | ۹  | ۱۴ | ۱۳ | ۱۰ | ۱۰ | ۱۲ | ۹  | ۱۲ | ۱۳ | ۹  | ۱۱ | ۱۱ | ۱۰ | ۱۰ | ۱۰ | ۸  | ۱۰ | ۹  | ۱۰ | ۱۱ | ۱۱ | ۱۰ | ۹  | ۹  | ۹  | ۹  | ۹  | ۱۰ |
| اوساسونا  | ۲  | ۶  | ۱۳ | ۱۴ | ۱۱ | ۱۱ | ۷  | ۹  | ۱۳ | ۱۴ | ۱۶ | ۱۸ | ۲۰ | ۲۰ | ۲۰ | ۱۹ | ۱۹ | ۱۹ | ۱۹ | ۱۷ | ۱۷ | ۱۵ | ۱۲ | ۱۳ | ۱۳ | ۱۳ | ۱۳ | ۱۳ | ۱۴ | ۱۴ | ۱۲ | ۹  | ۱۱ | ۱۱ | ۱۲ | ۱۱ | ۱۱ | ۱۱ |
| کادیس     | ۲۰ | ۸  | ۱۵ | ۸  | ۹  | ۵  | ۶  | ۵  | ۶  | ۵  | ۶  | ۵  | ۷  | ۹  | ۱۱ | ۹  | ۱۰ | ۹  | ۹  | ۱۱ | ۱۳ | ۱۴ | ۱۵ | ۱۴ | ۱۵ | ۱۴ | ۱۴ | ۱۴ | ۱۳ | ۱۲ | ۱۳ | ۱۳ | ۱۳ | ۱۲ | ۱۱ | ۱۲ | ۱۲ | ۱۲ |
| والنسیا   | ۱  | ۵  | ۵  | ۲  | ۸  | ۱۳ | ۱۴ | ۱۳ | ۹  | ۹  | ۱۴ | ۱۳ | ۱۲ | ۱۳ | ۱۴ | ۱۷ | ۱۷ | ۱۴ | ۱۴ | ۱۴ | ۱۴ | ۱۲ | ۱۳ | ۱۲ | ۱۲ | ۱۲ | ۱۲ | ۱۲ | ۱۲ | ۱۳ | ۱۴ | ۱۴ | ۱۴ | ۱۴ | ۱۳ | ۱۴ | ۱۳ | ۱۳ |
| والنسیا   | ۱۸ | ۱۸ | ۱۲ | ۱۳ | ۱۸ | ۲۰ | ۱۹ | ۱۸ | ۱۸ | ۱۸ | ۱۹ | ۱۷ | ۱۸ | ۱۵ | ۱۵ | ۱۱ | ۱۳ | ۱۱ | ۱۲ | ۱۲ | ۹  | ۹  | ۱۱ | ۸  | ۸  | ۱۱ | ۹  | ۱۰ | ۱۱ | ۹  | ۹  | ۱۱ | ۱۲ | ۱۳ | ۱۴ | ۱۳ | ۱۴ | ۱۴ |
| ختافه     | ۱۴ | ۷  | ۷  | ۱  | ۷  | ۴  | ۹  | ۸  | ۱۰ | ۱۱ | ۱۱ | ۱۵ | ۱۶ | ۱۱ | ۱۲ | ۱۴ | ۱۶ | ۱۳ | ۱۰ | ۱۳ | ۱۲ | ۱۳ | ۱۴ | ۱۵ | ۱۴ | ۱۵ | ۱۵ | ۱۵ | ۱۵ | ۱۵ | ۱۵ | ۱۵ | ۱۵ | ۱۵ | ۱۵ | ۱۶ | ۱۶ | ۱۵ |
| آلاوس     | ۱۷ | ۱۹ | ۱۹ | ۲۰ | ۱۷ | ۱۸ | ۱۵ | ۱۴ | ۱۵ | ۱۵ | ۱۳ | ۱۲ | ۱۵ | ۱۷ | ۱۳ | ۱۳ | ۱۴ | ۱۶ | ۱۷ | ۱۸ | ۱۸ | ۱۶ | ۱۶ | ۱۶ | ۱۹ | ۱۹ | ۱۸ | ۱۹ | ۲۰ | ۱۹ | ۱۶ | ۱۶ | ۱۶ | ۱۶ | ۱۶ | ۱۵ | ۱۵ | ۱۶ |
| الچه      | ۱۳ | ۱۶ | ۲۰ | ۱۷ | ۱۶ | ۱۲ | ۸  | ۱۰ | ۱۱ | ۱۰ | ۱۰ | ۱۰ | ۱۴ | ۱۶ | ۱۶ | ۱۵ | ۱۸ | ۱۸ | ۱۸ | ۱۹ | ۱۹ | ۱۹ | ۱۹ | ۱۹ | ۱۶ | ۱۷ | ۱۷ | ۱۷ | ۱۷ | ۱۸ | ۱۹ | ۱۹ | ۱۸ | ۱۹ | ۱۹ | ۱۹ | ۱۸ | ۱۷ |
| اوئسکا    | ۵  | ۱۲ | ۱۷ | ۱۶ | ۱۵ | ۱۵ | ۱۸ | ۱۹ | ۲۰ | ۱۹ | ۲۰ | ۲۰ | ۱۹ | ۱۹ | ۱۹ | ۲۰ | ۲۰ | ۲۰ | ۲۰ | ۲۰ | ۲۰ | ۲۰ | ۲۰ | ۲۰ | ۲۰ | ۲۰ | ۲۰ | ۲۰ | ۱۸ | ۱۶ | ۱۷ | ۱۸ | ۱۹ | ۱۸ | ۱۸ | ۱۷ | ۱۷ | ۱۸ |
| وایادولید | ۷  | ۱۳ | ۱۶ | ۱۸ | ۲۰ | ۱۹ | ۲۰ | ۲۰ | ۱۹ | ۱۷ | ۱۷ | ۱۹ | ۱۷ | ۱۸ | ۱۸ | ۱۸ | ۱۵ | ۱۷ | ۱۶ | ۱۶ | ۱۶ | ۱۸ | ۱۸ | ۱۸ | ۱۸ | ۱۶ | ۱۶ | ۱۶ | ۱۶ | ۱۷ | ۱۸ | ۱۷ | ۱۷ | ۱۷ | ۱۷ | ۱۸ | ۱۹ | ۱۹ |
| ایبار     | ۱۰ | ۱۱ | ۱۸ | ۱۹ | ۱۴ | ۱۶ | ۱۱ | ۱۵ | ۱۶ | ۱۶ | ۱۲ | ۱۱ | ۱۱ | ۱۴ | ۱۷ | ۱۶ | ۱۲ | ۱۵ | ۱۵ | ۱۵ | ۱۵ | ۱۷ | ۱۷ | ۱۷ | ۱۷ | ۱۸ | ۱۹ | ۱۸ | ۱۹ | ۲۰ | ۲۰ | ۲۰ | ۲۰ | ۲۰ | ۲۰ | ۲۰ | ۲۰ | ۲۰ |

### امتیاز براساس هفته
| تیم                                                                         | ۱  | ۲  | ۳ | ۴  | ۵  | ۶  | ۷  | ۸  | ۹  | ۱۰ | ۱۱ | ۱۲ | ۱۳ | ۱۴ | ۱۵ | ۱۶ | ۱۷ | ۱۸  | ۱۹ | ۲۰ | ۲۱ | ۲۲ | ۲۳  | ۲۴  | ۲۵  | ۲۶ | ۲۷  | ۲۸  | ۲۹ | ۳۰ | ۳۱ | ۳۲ | ۳۳ | ۳۴ | ۳۵ | ۳۶ | ۳۷ | ۳۸ |
| تیم                                                                         |    |    |   |    |    |    |    |    |    |    |    |    |    |    |    |    |    |     |    |    |    |    |     |     |     |    |     |     |    |    |    |    |    |    |    |    |    |    |
| --------------------------------------------------------------------------- | -- | -- | - | -- | -- | -- | -- | -- | -- | -- | -- | -- | -- | -- | -- | -- | -- | --- | -- | -- | -- | -- | --- | --- | --- | -- | --- | --- | -- | -- | -- | -- | -- | -- | -- | -- | -- | -- |
| آلاوس                                                                       | ۰  | ۰  | ۱ | ۱  | ۴  | ۴  | ۷  | ۸  | ۹  | ۱۰ | ۱۳ | ۱۴ | ۱۴ | ۱۴ | ۱۷ | ۱۸ | ۱۸ | ۱۸  | ۱۸ | ۱۸ | ۱۹ | ۲۲ | ۲۲  | ۲۲  | ۲۲  | ۲۲ | ۲۳  | ۲۳  | ۲۳ | ۲۴ | ۳۰ | ۳۱ | ۲۷ | ۳۱ | ۳۲ | ۳۵ | ۳۸ | ۳۸ |
| بیلبائو                                                                     | ۰  | ۰  | ۳ | ۳  | ۳  | ۶  | ۶  | ۹  | ۹  | ۱۲ | ۱۳ | ۱۳ | ۱۴ | ۱۷ | ۱۸ | ۱۸ | ۲۱ | ۲۱  | ۱۴ | ۲۴ | ۲۴ | ۲۵ | ۲۸  | ۲۹  | ۳۰  | ۳۳ | ۳۴  | ۳۵  | ۳۶ | ۳۷ | ۳۸ | ۴۱ | ۴۲ | ۴۵ | ۴۶ | ۴۶ | ۴۶ | ۴۶ |
| اتلتیکو                                                                     | ۰* | ۰* | ۳ | ۴  | ۵  | ۸  | ۱۱ | ۱۴ | ۱۷ | ۲۰ | ۲۳ | ۲۶ | ۲۶ | ۲۹ | ۳۲ | ۳۵ | ۳۸ | ۴۱* | ۴۴ | ۴۷ | ۵۰ | ۵۱ | ۵۴  | ۵۵* | ۵۸  | ۵۹ | ۶۳* | ۶۶  | ۶۶ | ۶۷ | ۷۳ | ۷۳ | ۷۰ | ۷۶ | ۷۷ | ۸۰ | ۸۳ | ۸۶ |
| بارسلونا                                                                    | ۰* | ۰* | ۳ | ۶  | ۷  | ۷  | ۷  | ۸  | ۱۱ | ۱۱ | ۱۴ | ۱۴ | ۱۷ | ۲۱ | ۲۴ | ۲۵ | ۲۸ | ۳۴* | ۲۰ | ۳۷ | ۴۰ | ۴۳ | ۴۶  | ۴۷  | ۵۳* | ۵۶ | ۵۹  | ۶۲  | ۶۵ | ۶۵ | ۶۸ | ۷۱ | ۷۱ | ۷۴ | ۷۵ | ۷۶ | ۷۶ | ۷۹ |
| بتیس                                                                        | ۳  | ۶  | ۶ | ۶  | ۹  | ۹  | ۹  | ۱۲ | ۱۲ | ۱۲ | ۱۲ | ۱۵ | ۱۶ | ۱۶ | ۱۹ | ۱۹ | ۲۰ | ۲۳  | ۲۶ | ۲۷ | ۳۰ | ۳۰ | ۳۳  | ۳۶  | ۳۹  | ۴۲ | ۴۲  | ۴۵  | ۴۶ | ۴۷ | ۴۹ | ۵۰ | ۴۸ | ۵۱ | ۵۴ | ۵۵ | ۵۸ | ۶۱ |
| کادیس                                                                       | ۰  | ۳  | ۳ | ۶  | ۷  | ۱۰ | ۱۱ | ۱۴ | ۱۴ | ۱۴ | ۱۵ | ۱۸ | ۱۸ | ۱۸ | ۱۸ | ۱۹ | ۲۰ | ۲۳  | ۲۴ | ۲۴ | ۲۴ | ۲۴ | ۲۴  | ۲۵  | ۲۵  | ۲۸ | ۲۹  | ۲۹  | ۳۲ | ۳۵ | ۳۶ | ۳۷ | ۳۶ | ۴۰ | ۴۳ | ۴۳ | ۴۳ | ۴۴ |
| سلتا                                                                        | ۱  | ۴  | ۵ | ۵  | ۵  | ۵  | ۶  | ۶  | ۷  | ۷  | ۱۰ | ۱۳ | ۱۶ | ۱۹ | ۲۰ | ۲۳ | ۲۳ | ۲۳  | ۲۳ | ۲۴ | ۲۵ | ۲۶ | ۲۹  | ۲۹  | ۳۰  | ۳۳ | ۳۴  | ۳۴  | ۳۷ | ۳۷ | ۳۸ | ۴۱ | ۳۸ | ۴۴ | ۴۷ | ۵۰ | ۵۳ | ۵۳ |
| ایبار                                                                       | ۱  | ۱  | ۱ | ۱  | ۴  | ۵  | ۸  | ۸  | ۹  | ۱۰ | ۱۳ | ۱۴ | ۱۵ | ۱۵ | ۱۵ | ۱۶ | ۱۹ | ۱۹  | ۱۹ | ۲۰ | ۲۰ | ۲۰ | ۲۱  | ۲۱  | ۲۲  | ۲۲ | ۲۲  | ۲۳  | ۲۳ | ۲۳ | ۲۳ | ۲۳ | ۲۳ | ۲۶ | ۲۹ | ۳۰ | ۳۰ | ۳۰ |
| الچه                                                                        | ۰  | ۰  | ۰ | ۳  | ۴  | ۷  | ۱۰ | ۱۰ | ۱۱ | ۱۲ | ۱۳ | ۱۴ | ۱۴ | ۱۴ | ۱۵ | ۱۶ | ۱۶ | ۱۶  | ۱۷ | ۱۷ | ۱۷ | ۱۸ | ۱۸  | ۲۱  | ۲۱  | ۲۴ | ۲۴  | ۲۵  | ۲۶ | ۲۶ | ۲۷ | ۳۰ | ۲۶ | ۳۰ | ۳۰ | ۳۰ | ۳۳ | ۳۶ |
| ختافه                                                                       | ۰  | ۳  | ۴ | ۷  | ۷  | ۱۰ | ۱۰ | ۱۱ | ۱۱ | ۱۲ | ۱۳ | ۱۳ | ۱۳ | ۱۶ | ۱۷ | ۱۷ | ۱۷ | ۲۰  | ۲۳ | ۲۳ | ۲۴ | ۲۴ | ۲۴  | ۲۴  | ۲۷  | ۲۷ | ۲۸  | ۲۹  | ۳۰ | ۳۰ | ۳۱ | ۳۴ | ۳۱ | ۳۴ | ۳۴ | ۳۴ | ۳۷ | ۳۸ |
| گرانادا                                                                     | ۳  | ۶  | ۶ | ۶* | ۷  | ۱۰ | ۱۳ | ۱۴ | ۱۴ | ۱۴ | ۱۴ | ۱۵ | ۱۸ | ۲۱ | ۲۱ | ۲۴ | ۲۴ | ۲۴  | ۲۵ | ۲۸ | ۲۹ | ۳۰ | ۳۰  | ۳۰  | ۳۳  | ۳۳ | ۳۶  | ۳۶  | ۳۶ | ۳۹ | ۴۲ | ۴۲ | ۴۵ | ۴۵ | ۴۵ | ۴۵ | ۴۵ | ۴۶ |
| اوئسکا                                                                      | ۱  | ۱  | ۲ | ۳  | ۴  | ۵  | ۵  | ۵  | ۶  | ۷  | ۷  | ۸  | ۱۱ | ۱۱ | ۱۲ | ۱۲ | ۱۲ | ۱۲  | ۱۲ | ۱۳ | ۱۶ | ۱۶ | ۱۶  | ۱۹  | ۲۰  | ۲۰ | ۲۰  | ۲۱  | ۲۴ | ۲۷ | ۲۷ | ۲۷ | ۲۷ | ۳۰ | ۳۰ | ۳۳ | ۳۳ | ۳۴ |
| لوانته                                                                      | ۰  | ۰* | ۳ | ۳  | ۳  | ۳  | ۴  | ۵  | ۶  | ۷  | ۸  | ۱۱ | ۱۱ | ۱۴ | ۱۵ | ۱۸ | ۱۸ | ۲۱  | ۲۲ | ۲۳ | ۲۶ | ۲۷ | ۲۷  | ۳۱* | ۳۲  | ۳۲ | ۳۵  | ۳۵  | ۳۵ | ۳۸ | ۳۸ | ۳۸ | ۳۸ | ۳۸ | ۳۹ | ۴۰ | ۴۰ | ۴۱ |
| اوساسونا                                                                    | ۳  | ۳  | ۳ | ۳  | ۶  | ۷  | ۱۰ | ۱۰ | ۱۰ | ۱۱ | ۱۱ | ۱۱ | ۱۱ | ۱۱ | ۱۲ | ۱۳ | ۱۴ | ۱۵  | ۱۶ | ۱۹ | ۱۹ | ۲۲ | ۲۵  | ۲۵  | ۲۸  | ۲۸ | ۲۹  | ۳۰  | ۳۱ | ۳۴ | ۴۰ | ۴۰ | ۳۷ | ۴۰ | ۴۱ | ۴۴ | ۴۴ | ۴۴ |
| رئال                                                                        | ۰* | ۱  | ۴ | ۷  | ۱۰ | ۱۰ | ۱۳ | ۱۶ | ۱۶ | ۱۷ | ۱۷ | ۲۰ | ۲۳ | ۲۹ | ۳۲ | ۳۳ | ۳۶ | ۳۷  | ۲۶ | ۴۰ | ۴۰ | ۴۳ | ۴۹* | ۵۲  | ۵۳  | ۵۴ | ۵۷  | ۶۰  | ۶۳ | ۶۶ | ۷۰ | ۷۱ | ۶۷ | ۷۴ | ۷۵ | ۷۸ | ۸۱ | ۸۴ |
| سوسیداد                                                                     | ۱  | ۲  | ۵ | ۵  | ۸  | ۱۱ | ۱۴ | ۱۷ | ۲۰ | ۲۳ | ۲۴ | ۲۵ | ۲۶ | ۲۶ | ۲۶ | ۲۹ | ۳۰ | ۳۰  | ۲۶ | ۳۱ | ۳۲ | ۳۵ | ۳۸  | ۴۱  | ۴۲  | ۴۵ | ۴۵  | ۴۵  | ۴۶ | ۴۷ | ۵۰ | ۵۳ | ۴< | ۵۳ | ۵۶ | ۵۶ | ۵۹ | ۶۲ |
| وایادولید                                                                   | ۱  | ۱  | ۲ | ۲  | ۲  | ۳  | ۳  | ۳  | ۶  | ۹  | ۱۰ | ۱۰ | ۱۳ | ۱۴ | ۱۴ | ۱۵ | ۱۸ | ۱۸  | ۱۹ | ۲۰ | ۲۰ | ۲۰ | ۲۱  | ۲۱  | ۲۲  | ۲۵ | ۲۶  | ۲۷  | ۲۷ | ۲۷ | ۲۸ | ۲۹ | ۳۰ | ۳۱ | ۳۱ | ۳۱ | ۳۱ | ۳۱ |
| سویا                                                                        | ۰  | ۰* | ۳ | ۶  | ۷  | ۷  | ۷  | ۷  | ۱۰ | ۱۳ | ۱۶ | ۱۶ | ۱۹ | ۲۰ | ۲۳ | ۲۶ | ۲۷ | ۳۰  | ۳۳ | ۳۶ | ۳۹ | ۴۲ | ۴۵  | ۴۸  | ۴۸  | ۴۸ | ۵۱  | ۵۵* | ۵۸ | ۶۱ | ۶۷ | ۷۰ | ۶۴ | ۷۰ | ۷۱ | ۷۴ | ۷۴ | ۷۷ |
| والنسیا                                                                     | ۳  | ۳  | ۴ | ۷  | ۷  | ۷  | ۷  | ۸  | ۱۱ | ۱۲ | ۱۲ | ۱۳ | ۱۴ | ۱۵ | ۱۵ | ۱۵ | ۱۶ | ۱۹  | ۲۰ | ۲۰ | ۲۳ | ۲۴ | ۲۴  | ۲۷  | ۲۷  | ۳۰ | ۳۰  | ۳۳  | ۳۳ | ۳۴ | ۳۵ | ۳۶ | ۳۵ | ۳۶ | ۳۹ | ۳۹ | ۴۲ | ۴۳ |
| ویارئال                                                                     | ۱  | ۴  | ۴ | ۷  | ۸  | ۱۱ | ۱۲ | ۱۵ | ۱۸ | ۱۹ | ۲۰ | ۲۱ | ۲۲ | ۲۵ | ۲۶ | ۲۶ | ۲۹ | ۳۲  | ۳۳ | ۳۴ | ۳۵ | ۳۶ | ۳۶  | ۳۷  | ۳۷  | ۳۷ | ۴۰  | ۴۳  | ۴۶ | ۴۶ | ۴۹ | ۴۹ | ۴۹ | ۵۲ | ۵۲ | ۵۵ | ۵۸ | ۵۸ |
| یادداشت: * نشان می‌دهد که مسابقه به تعویق افتاده یا به حال تعلیق درآمده است. |    |    |   |    |    |    |    |    |    |    |    |    |    |    |    |    |    |     |    |    |    |    |     |     |     |    |     |     |    |    |    |    |    |    |    |    |    |    |

### جدول نتایج
| تیم            |     |     |     |     | الگو:کادیس |     |     | الگو:الچه |     |     | الگو:اوئسکا |     |     |     | باشگاه فوتبال رئال مادرید |     |     |     |     |     |
| -------------- | --- | --- | --- | --- | ---------- | --- | --- | --------- | --- | --- | ----------- | --- | --- | --- | ------------------------- | --- | --- | --- | --- | --- |
| آلاوس          |     | ۱–۰ | ۱–۲ | ۱–۱ | ۱–۱        | ۱–۳ | ۲–۱ | ۰–۲       | ۰–۰ | ۴–۲ | ۱–۰         | ۲–۲ | ۰–۱ | ۰–۱ | ۱–۴                       | ۰–۰ | ۱–۲ | ۲–۲ | ۱–۰ | ۲–۱ |
| اتلتیک بیلبائو | ۰–۰ |     | ۲–۱ | ۲–۳ | ۰–۱        | ۰–۲ | ۱–۱ | ۱–۰       | ۵–۱ | ۲–۱ | ۲–۰         | ۲–۰ | ۲–۲ | ۴–۰ | ۰–۱                       | ۰–۱ | ۲–۱ | ۱–۱ | ۲–۲ | ۱–۱ |
| اتلتیکو مادرید | ۱–۰ | ۲–۱ |     | ۱–۰ | ۴–۰        | ۲–۲ | ۵–۰ | ۳–۱       | ۱–۰ | ۶–۱ | ۲–۰         | ۰–۲ | ۲–۱ | ۲–۰ | ۱–۱                       | ۲–۱ | ۲–۰ | ۳–۱ | ۲–۰ | ۰–۰ |
| بارسلونا       | ۵–۱ | ۲–۱ | ۰–۰ |     | ۲–۳        | ۱–۲ | ۱–۱ | ۳–۰       | ۵–۲ | ۱–۲ | ۴–۱         | ۱–۰ | ۴–۰ | ۵–۲ | ۱–۳                       | ۲–۱ | ۱–۱ | ۲–۲ | ۱–۰ | ۴–۰ |
| کادیس          | ۳–۱ | ۰–۴ | ۲–۴ | ۲–۱ |            | ۰–۰ | ۱–۰ | ۱–۳       | ۰–۲ | ۱–۱ | ۲–۱         | ۲–۲ | ۰–۲ | ۰–۱ | ۰–۳                       | ۰–۱ | ۱–۳ | ۲–۱ | ۰–۰ | ۰–۰ |
| سلتاویگو       | ۲–۰ | ۰–۰ | ۰–۲ | ۰–۳ | ۴–۰        |     | ۱–۱ | ۳–۱       | ۱–۰ | ۳–۱ | ۲–۱         | ۲–۰ | ۲–۱ | ۲–۳ | ۱-۳                       | ۱–۴ | ۳–۴ | ۲–۱ | ۱–۱ | ۰–۴ |
| ایبار          | ۳–۰ | ۱–۲ | ۱–۲ | ۰–۱ | ۰–۲        | ۰–۰ |     | ۰–۱       | ۰–۰ | ۲–۰ | ۱–۱         | ۰–۱ | ۰–۰ | ۱–۱ | ۱–۳                       | ۰–۱ | ۰–۲ | ۰–۰ | ۱–۱ | ۱–۳ |
| الچه           | ۰–۲ | ۲–۰ | ۰–۱ | ۰–۲ | ۱–۱        | ۱–۱ | ۱–۰ |           | ۱–۳ | ۰–۱ | ۰–۰         | ۱–۰ | ۲–۲ | ۱–۱ | ۱–۱                       | ۰–۳ | ۲–۱ | ۲–۱ | ۱–۱ | ۲–۲ |
| ختافه          | ۰–۰ | ۱–۱ | ۰–۰ | ۱–۰ | ۰–۱        | ۱–۱ | ۰–۱ | ۱–۱       |     | ۰–۱ | ۱–۰         | ۲–۱ | ۱–۰ | ۳–۰ | ۰–۰                       | ۰–۱ | ۰–۱ | ۳–۰ | ۰–۱ | ۱–۳ |
| گرانادا        | ۲–۱ | ۲–۰ | ۱–۲ | ۰–۴ | ۰–۱        | ۰–۰ | ۴–۱ | ۲–۱       | ۰–۰ |     | ۳–۳         | ۱–۱ | ۲–۰ | ۲–۰ | ۱–۴                       | ۱–۰ | ۱–۰ | ۲–۱ | ۱–۳ | ۰–۳ |
| اوئسکا         | ۱–۰ | ۱–۰ | ۰–۰ | ۰–۱ | ۰–۲        | ۳–۴ | ۱–۱ | ۳–۱       | ۰–۲ | ۳–۲ |             | ۱–۱ | ۰-۰ | ۰–۲ | ۱–۲                       | ۱–۰ | ۰–۱ | ۰–۰ | ۲–۲ | ۰–0 |
| لوانته         | ۱–۱ | ۱–۱ | ۱–۱ | ۳–۳ | ۲–۲        | ۱–۱ | ۲–۱ | ۱–۱       | ۳–۰ | ۲–۲ | ۰–۲         |     | ۰–۱ | ۴–۳ | ۰–۲                       | ۲–۱ | ۰–۱ | ۱–۰ | ۲–۲ | ۱–۵ |
| اوساسونا       | ۱–۱ | ۱–۰ | ۱–۳ | ۰–۲ | ۳–۲        | ۲–۰ | ۲–۱ | ۲–۰       | ۰–۰ | ۳–۱ | ۱–۱         | ۱–۳ |     | ۰–۲ | ۰–۰                       | ۰–۱ | ۰–۲ | ۳–۱ | ۰–۰ | ۱–۳ |
| بتیس           | ۳–۲ | ۰–۰ | ۱–۱ | ۲–۳ | ۱–۰        | ۲–۱ | ۰–۲ | ۳–۱       | ۱–۰ | ۲–۱ | ۱–۰         | ۲–۰ | ۱–۰ |     | ۲–۳                       | ۰–۳ | ۱–۱ | ۲–۲ | ۲–۰ | ۱–۱ |
| رئال مادرید    | ۱–۲ | ۳–۱ | ۲–۰ | ۲–۱ | ۰–۱        | ۲–۰ | ۲–۰ | ۲–۱       | ۲–۰ | ۲–۰ | ۴–۱         | ۱–۲ | ۲–۰ | ۰–۰ |                           | ۱–۱ | ۲–۲ | ۲–۰ | ۱–۰ | ۲–۱ |
| رئال سوسیداد   | ۴–۰ | ۱–۱ | ۰–۲ | ۱-۶ | ۴–۱        | ۲–۱ | ۱–۱ | ۲–۰       | ۳–۰ | ۲–۰ | ۴–۱         | ۱–۰ | ۱–۱ | ۲–۲ | ۰–۰                       |     | ۱–۲ | ۰–۱ | ۴–۱ | ۱–۱ |
| سویا           | ۱–۰ | ۰–۱ | ۱–۰ | ۰–۲ | ۳–۰        | ۴–۲ | ۰–۱ | ۲–۰       | ۳–۰ | ۲–۱ | ۱–۰         | ۱–۰ | ۱–۰ | ۱–۰ | ۰–۱                       | ۳–۲ |     | ۱–۰ | ۱–۱ | ۲–۰ |
| والنسیا        | ۱–۱ | ۲–۲ | ۰–۱ | ۲–۳ | ۱–۱        | ۲–۰ | ۴–۱ | ۱–۰       | ۲–۲ | ۲–۱ | ۱–۱         | ۴–۲ | ۱–۱ | ۰–۲ | ۴–۱                       | ۲–۲ | ۰–۱ |     | ۳–۰ | ۲–۱ |
| رئال وایادولید | ۰–۲ | ۲–۱ | ۱–۲ | ۰–۳ | ۱–۱        | ۱–۱ | ۱–۲ | ۲–۲       | ۲–۱ | ۱–۲ | ۱–۳         | ۱–۱ | ۳–۲ | ۱–۱ | ۰–۱                       | ۱–۱ | ۱-۱ | ۰–۱ |     | ۰–۲ |
| ویارئال        | ۳–۱ | ۱–۱ | ۰–۲ | ۱–۲ | ۲–۱        | ۲–۴ | ۲–۱ | ۰–۰       | ۱–۰ | ۲–۲ | ۱–۱         | ۲–۱ | ۱–۲ | ۱–۲ | ۱–۱                       | ۱–۱ | ۴–۰ | ۲–۱ | ۲–۰ |     |

### تقویم لیگ
نتایج هفتگی لا لیگا ۲۱–۲۰۲۰.

#### نیم‌فصل اول
| ایبار          | 0 – 0 | سلتا           | ایپوروا            | ۱۲ سپتامبر | ۱۶:۰۰ | ۰ | پیثارو گومث          | ۸ | ۱ |
| گرانادا        | 2 – 0 | اتلتیک بیلبائو | لوس کارمنس         | ۱۲ سپتامبر | ۱۸:۳۰ | ۰ | متئو لائوث           | ۷ | ۰ |
| کادیس          | 0 – 2 | اوساسونا       | رامون کارانثا      | ۱۲ سپتامبر | ۲۱:۰۰ | ۰ | دیاث ده مرا اسکودروس | ۴ | ۰ |
| آلاوس          | 0 – 1 | رئال بتیس      | مندیزوروتسا        | ۱۳ سپتامبر | ۱۴:۰۰ | ۰ | گونثالث فوئرتس       | ۶ | ۰ |
| رئال وایادولید | 1 – 1 | رئال سوسیداد   | خوسه ثوریا         | ۱۳ سپتامبر | ۱۶:۰۰ | ۰ | ملرو لوپث            | ۵ | ۰ |
| ویارئال        | 1 – 1 | اوئسکا         | لا سرامیکا         | ۱۳ سپتامبر | ۱۸:۳۰ | ۰ | استرادا فرناندث      | ۲ | ۰ |
| والنسیا        | 4 – 2 | لوانته         | مستایا             | ۱۳ سپتامبر | ۲۱:۰۰ | ۰ | سانچث مارتینث        | ۴ | ۰ |
| اتلتیکو مادرید | 2 – 0 | سویا           | واندا متروپولیتانو | ۱۲ ژانویه  | ۲۱:۳۰ | ۰ | استرادا فرناندث      | ۳ | ۰ |
| رئال مادرید    | 2 – 0 | ختافه          | آلفردو دی استفانو  | ۹ فوریه    | ۲۱:۰۰ | ۰ | البرولا روخاس        | ۲ | ۰ |
| بارسلونا       | 3 – 0 | الچه           | کمپ نو             | ۲۴ فوریه   | ۱۹:۰۰ | ۰ | دیاث ده مرا اسکودروس | ۰ | ۰ |

| ویارئال        | 2 – 1 | ایبار          | لا سرامیکا          | ۱۹ سپتامبر | ۱۶:۰۰ | ۰ | فیگروا واثکث    | ۲ | ۰ |
| ختافه          | 1 – 0 | اوساسونا       | آلفونسو پرز         | ۱۹ سپتامبر | ۱۸:۳۰ | ۰ | هرناندث هرناندث | ۶ | ۰ |
| سلتا           | 2 – 1 | والنسیا        | بالایدوس            | ۱۹ سپتامبر | ۲۱:۰۰ | ۰ | خیل مانزانو     | ۴ | ۰ |
| اوئسکا         | 0 – 2 | کادیس          | ال الکوراث          | ۲۰ سپتامبر | ۱۶:۰۰ | ۰ | سوتو گرادو      | ۶ | ۰ |
| رئال بتیس      | 2 – 0 | رئال وایادولید | بنیتو ویامارین      | ۲۰ سپتامبر | ۱۸:۳۰ | ۰ | خایمه لاتره     | ۳ | ۰ |
| گرانادا        | 2 – 1 | آلاوس          | لوس کارمنس          | ۲۰ سپتامبر | ۱۸:۳۰ | ۰ | کارلوس دل سرو   | ۳ | ۰ |
| رئال سوسیداد   | 0 – 0 | رئال مادرید    | آنوئتا              | ۲۰ سپتامبر | ۲۱:۰۰ | ۰ | مارتینث مونوئرا | ۴ | ۰ |
| اتلتیک بیلبائو | 2 – 3 | بارسلونا       | سن مامس             | ۶ ژانویه   | ۲۱:۰۰ | ۰ | کارلوس دل سرو   | ۳ | ۰ |
| لوانته         | 1 – 1 | اتلتیکو مادرید | والنسیا             | ۱۷ فوریه   | ۱۹:۰۰ | ۰ | مونوئرا مونترو  | ۴ | ۰ |
| سویا           | 2 – 0 | الچه           | رامون سانچث پیثخوان | ۱۷ مارس    | ۱۹:۰۰ | ۰ | البرولا روخاس   | ۳ | ۰ |

| آلاوس          | 0 – 0 | ختافه          | مندیزوروتسا        | ۲۶ سپتامبر | ۱۳:۰۰ | ۰ | البرولا روخاس        | ۴ | ۰ |
| والنسیا        | 1 – 1 | اوئسکا         | مستایا             | ۲۶ سپتامبر | ۱۶:۰۰ | ۰ | مونوئرا مونترو       | ۱ | ۰ |
| الچه           | 0 – 3 | رئال سوسیداد   | مارتینث والرو      | ۲۶ سپتامبر | ۱۸:۳۰ | ۰ | دیاث ده مرا اسکودروس | ۴ | ۰ |
| رئال بتیس      | 2 – 3 | رئال مادرید    | بنیتو ویامارین     | ۲۶ سپتامبر | ۲۱:۰۰ | ۰ | ده بورگُس بنگوئچیا    | ۷ | ۱ |
| اوساسونا       | 1 – 3 | لوانته         | ال ساذار           | ۲۷ سپتامبر | ۱۲:۰۰ | ۰ | ملرو لوپث            | ۲ | ۰ |
| ایبار          | 1 – 2 | اتلتیک بیلبائو | ایپوروا            | ۲۷ سپتامبر | ۱۴:۰۰ | ۰ | کوردرو وگا           | ۱ | ۰ |
| اتلتیکو مادرید | 6 – 1 | گرانادا        | واندا متروپولیتانو | ۲۷ سپتامبر | ۱۶:۰۰ | ۰ | استرادا فرناندث      | ۴ | ۰ |
| کادیس          | 1 – 3 | سویا           | رامون کارانثا      | ۲۷ سپتامبر | ۱۸:۳۰ | ۰ | مدیه خیمنث           | ۶ | ۰ |
| رئال وایادولید | 1 – 1 | سلتا           | خوسه ثوریا         | ۲۷ سپتامبر | ۱۸:۳۰ | ۰ | سانچث مارتینث        | ۷ | ۰ |
| بارسلونا       | 4 – 0 | ویارئال        | کمپ نو             | ۲۷ سپتامبر | ۲۱:۰۰ | ۰ | کوادرا فرناندث       | ۱ | ۰ |

| رئال سوسیداد   | 0 – 1 | والنسیا        | آنوئتا              | ۲۹ سپتامبر | ۱۹:۰۰ | ۰ | فیگروا واثکث    | ۶ | ۰ |
| ختافه          | 3 – 0 | رئال بتیس      | آلفونسو پرز         | ۲۹ سپتامبر | ۲۱:۳۰ | ۰ | مارتینث مونوئرا | ۸ | ۱ |
| اوئسکا         | 0 – 0 | اتلتیکو مادرید | ال الکوراث          | ۳۰ سپتامبر | ۱۹:۰۰ | ۰ | کوردرو وگا      | ۱ | ۰ |
| ویارئال        | 3 – 1 | آلاوس          | لا سرامیکا          | ۳۰ سپتامبر | ۱۹:۰۰ | ۰ | مدیه خیمنث      | ۲ | ۰ |
| ایبار          | 0 – 1 | الچه           | ایپوروا             | ۳۰ سپتامبر | ۲۱:۳۰ | ۰ | خایمه لاتره     | ۴ | ۰ |
| رئال مادرید    | 1 – 0 | رئال وایادولید | آلفردو دی استفانو   | ۳۰ سپتامبر | ۲۱:۳۰ | ۰ | سوتو گرادو      | ۳ | ۰ |
| اتلتیک بیلبائو | 0 – 1 | کادیس          | سن مامس             | ۱ اکتبر    | ۱۹:۰۰ | ۰ | گونثالث فوئرتس  | ۸ | ۲ |
| سویا           | 1 – 0 | لوانته         | رامون سانچث پیثخوان | ۱ اکتبر    | ۱۹:۰۰ | ۰ | استرادا فرناندث | ۸ | ۰ |
| سلتا           | 0 – 3 | بارسلونا       | بالایدوس            | ۱ اکتبر    | ۲۱:۳۰ | ۰ | کارلوس دل سرو   | ۹ | ۱ |
| گرانادا        | 2 – 0 | اوساسونا       | لوس کارمنس          | ۱۲ ژانویه  | ۱۹:۰۰ | ۰ | گونثالث فوئرتس  | ۵ | ۰ |

| رئال وایادولید | 1 – 2 | ایبار          | خوسه ثوریا         | ۳ اکتبر | ۱۳:۰۰ | ۰ | دیاث ده مرا اسکودروس | ۵ | ۱ |
| اتلتیکو مادرید | 0 – 0 | ویارئال        | واندا متروپولیتانو | ۳ اکتبر | ۱۶:۰۰ | ۰ | هرناندث هرناندث      | ۳ | ۰ |
| رئال سوسیداد   | 3 – 0 | ختافه          | آنوئتا             | ۳ اکتبر | ۱۸:۳۰ | ۰ | متئو لائوث           | ۶ | ۰ |
| الچه           | 0 – 0 | اوئسکا         | مارتینث والرو      | ۳ اکتبر | ۱۸:۳۰ | ۰ | ملرو لوپث            | ۲ | ۰ |
| والنسیا        | 0 – 2 | رئال بتیس      | مستایا             | ۳ اکتبر | ۲۱:۰۰ | ۰ | کوادرا فرناندث       | ۲ | ۲ |
| اوساسونا       | 2 – 0 | سلتا           | ال ساذار           | ۴ اکتبر | ۱۲:۰۰ | ۰ | ده بورگُس بنگوئچیا    | ۶ | ۰ |
| آلاوس          | 1 – 0 | اتلتیک بیلبائو | مندیزوروتسا        | ۴ اکتبر | ۱۴:۰۰ | ۰ | سانچث مارتینث        | ۶ | ۰ |
| لوانته         | 0 – 2 | رئال مادرید    | لا سرامیکا         | ۴ اکتبر | ۱۶:۰۰ | ۰ | مونوئرا مونترو       | ۳ | ۰ |
| کادیس          | 1 – 1 | گرانادا        | رامون کارانثا      | ۴ اکتبر | ۱۸:۳۰ | ۰ | البرولا روخاس        | ۴ | ۰ |
| بارسلونا       | 1 – 1 | سویا           | کمپ نو             | ۴ اکتبر | ۲۱:۰۰ | ۰ | خیل مانزانو          | ۲ | ۰ |

| گرانادا        | 1 – 0 | سویا           | لوس کارمنس        | ۱۷ اکتبر | ۱۳:۰۰ | ۰ | گونثالث فوئرتس  | ۸ | ۱ |
| سلتا           | 0 – 2 | اتلتیکو مادرید | بالایدوس          | ۱۷ اکتبر | ۱۶:۰۰ | ۰ | مارتینث مونوئرا | ۷ | ۰ |
| رئال مادرید    | 0 – 1 | کادیس          | آلفردو دی استفانو | ۱۷ اکتبر | ۱۸:۳۰ | ۰ | خایمه لاتره     | ۲ | ۰ |
| ختافه          | 1 – 0 | بارسلونا       | آلفونسو پرز       | ۱۷ اکتبر | ۲۱:۰۰ | ۰ | سوتو گرادو      | ۷ | ۰ |
| ایبار          | 0 – 0 | اوساسونا       | ایپوروا           | ۱۸ اکتبر | ۱۲:۰۰ | ۰ | مدیه خیمنث      | ۵ | ۰ |
| اتلتیک بیلبائو | 2 – 0 | لوانته         | سن مامس           | ۱۸ اکتبر | ۱۴:۰۰ | ۰ | پیثارو گومث     | ۴ | ۰ |
| ویارئال        | 2 – 1 | والنسیا        | لا سرامیکا        | ۱۸ اکتبر | ۱۶:۰۰ | ۰ | کارلوس دل سرو   | ۵ | ۰ |
| آلاوس          | 0 – 2 | الچه           | مندیزوروتسا       | ۱۸ اکتبر | ۱۸:۳۰ | ۰ | کوردرو وگا      | ۷ | ۰ |
| اوئسکا         | 2 – 2 | رئال وایادولید | ال الکوراث        | ۱۸ اکتبر | ۱۸:۳۰ | ۰ | فیگروا واثکث    | ۳ | ۰ |
| رئال بتیس      | 0 – 3 | رئال سوسیداد   | بنیتو ویامارین    | ۱۸ اکتبر | ۲۱:۰۰ | ۰ | استرادا فرناندث | ۳ | ۰ |

| الچه           | 2 – 1 | والنسیا        | مارتینث والرو       | ۲۳ اکتبر | ۲۱:۰۰ | ۰ | سوتو گرادو           | ۵ | ۰ |
| بارسلونا       | 1 – 3 | رئال مادرید    | کمپ نو              | ۲۴ اکتبر | ۱۶:۰۰ | ۰ | مارتینث مونوئرا      | ۵ | ۰ |
| اوساسونا       | 1 – 0 | اتلتیک بیلبائو | ال ساذار            | ۲۴ اکتبر | ۱۸:۳۰ | ۰ | کوادرا فرناندث       | ۵ | ۰ |
| سویا           | 0 – 1 | ایبار          | رامون سانچث پیثخوان | ۲۴ اکتبر | ۱۸:۳۰ | ۰ | هرناندث هرناندث      | ۳ | ۰ |
| اتلتیکو مادرید | 2 – 0 | رئال بتیس      | واندا متروپولیتانو  | ۲۴ اکتبر | ۲۱:۰۰ | ۰ | متئو لائوث           | ۲ | ۱ |
| رئال وایادولید | 0 – 2 | آلاوس          | خوسه ثوریا          | ۲۵ اکتبر | ۱۴:۰۰ | ۰ | مونوئرا مونترو       | ۱ | ۱ |
| کادیس          | 0 – 0 | ویارئال        | رامون کارانثا       | ۲۵ اکتبر | ۱۶:۰۰ | ۰ | ده بورگُس بنگوئچیا    | ۴ | ۰ |
| ختافه          | 0 – 1 | گرانادا        | آلفونسو پرز         | ۲۵ اکتبر | ۱۸:۳۰ | ۰ | خیل مانزانو          | ۶ | ۰ |
| رئال سوسیداد   | 4 – 1 | اوئسکا         | آنوئتا              | ۲۵ اکتبر | ۲۱:۰۰ | ۰ | دیاث ده مرا اسکودروس | ۳ | ۰ |
| لوانته         | 1 – 1 | سلتا           | لا سرامیکا          | ۲۶ اکتبر | ۲۱:۰۰ | ۰ | ملرو لوپث            | ۴ | ۰ |

| ایبار          | 0 – 2 | کادیس          | ایپوروا           | ۳۰ اکتبر | ۲۱:۰۰ | ۰ | متئو لائوث      | ۲  | ۰ |
| رئال مادرید    | 4 – 1 | اوئسکا         | آلفردو دی استفانو | ۳۱ اکتبر | ۱۴:۰۰ | ۰ | گونثالث فوئرتس  | ۲  | ۰ |
| اتلتیک بیلبائو | 2 – 1 | سویا           | سن مامس           | ۳۱ اکتبر | ۱۶:۰۰ | ۰ | کارلوس دل سرو   | ۱۰ | ۰ |
| اوساسونا       | 1 – 3 | اتلتیکو مادرید | ال ساذار          | ۳۱ اکتبر | ۱۸:۳۰ | ۰ | استرادا فرناندث | ۳  | ۰ |
| آلاوس          | 1 – 1 | بارسلونا       | مندیزوروتسا       | ۳۱ اکتبر | ۲۱:۰۰ | ۰ | هرناندث هرناندث | ۷  | ۰ |
| رئال بتیس      | 3 – 1 | الچه           | بنیتو ویامارین    | ۱ نوامبر | ۱۴:۰۰ | ۰ | مدیه خیمنث      | ۳  | ۰ |
| سلتا           | 1 – 4 | رئال سوسیداد   | بالایدوس          | ۱ نوامبر | ۱۶:۰۰ | ۰ | کوردرو وگا      | ۷  | ۱ |
| گرانادا        | 1 – 1 | لوانته         | لوس کارمنس        | ۱ نوامبر | ۱۸:۳۰ | ۰ | خایمه لاتره     | ۵  | ۱ |
| والنسیا        | 2 – 2 | ختافه          | مستایا            | ۱ نوامبر | ۲۱:۰۰ | ۰ | فیگروا واثکث    | ۱۳ | ۲ |
| ویارئال        | 2 – 0 | رئال وایادولید | لا سرامیکا        | ۲ نوامبر | ۲۱:۰۰ | ۰ | البرولا روخاس   | ۴  | ۰ |

| الچه           | 1 – 1 | سلتا           | مارتینز والرو       | ۶ نوامبر | ۲۱:۰۰ | ۰ | ده بورگُس بنگوئچیا    | ۷ | ۰ |
| اوئسکا         | 1 – 1 | ایبار          | ال الکوراث          | ۷ نوامبر | ۱۴:۰۰ | ۰ | ملرو لوپث            | ۲ | ۰ |
| بارسلونا       | 5 – 2 | رئال بتیس      | کمپ نو              | ۷ نوامبر | ۱۶:۱۵ | ۰ | کوادرا فرناندث       | ۴ | ۱ |
| سویا           | 1 – 0 | اوساسونا       | رامون سانچث-پیثخوان | ۷ نوامبر | ۱۸:۳۰ | ۰ | مارتینث مونوئرا      | ۵ | ۰ |
| اتلتیکو مادرید | 4 – 0 | کادیس          | واندا متروپولیتانو  | ۷ نوامبر | ۲۱:۰۰ | ۰ | کوردرو وگا           | ۲ | ۰ |
| ختافه          | 1 – 3 | ویارئال        | آلفونسو پرز         | ۸ نوامبر | ۱۴:۰۰ | ۰ | مونوئرا مونترو       | ۷ | ۰ |
| رئال سوسیداد   | 2 – 0 | گرانادا        | آنوئتا              | ۸ نوامبر | ۱۶:۱۵ | ۰ | کارلوس دل سرو        | ۳ | ۱ |
| لوانته         | 1 – 1 | آلاوس          | والنسیا             | ۸ نوامبر | ۱۸:۳۰ | ۰ | دیاث ده مرا اسکودروس | ۷ | ۱ |
| رئال وایادولید | 2 – 1 | اتلتیک بیلبائو | خوسه ثوریا          | ۸ نوامبر | ۱۸:۳۰ | ۰ | سوتو گرادو           | ۶ | ۰ |
| والنسیا        | 4 – 1 | رئال مادرید    | مستایا              | ۸ نوامبر | ۲۱:۰۰ | ۰ | خیل مانزانو          | ۵ | ۰ |

| اوساسونا       | 1 – 1 | اوئسکا         | ال ساذار            | ۲۰ نوامبر | ۲۱:۰۰ | ۰ | پیثارو گومث     | ۵ | ۰ |
| لوانته         | 1 – 1 | الچه           | والنسیا             | ۲۱ نوامبر | ۱۴:۰۰ | ۰ | فیگروا واثکث    | ۵ | ۰ |
| ویارئال        | 1 – 1 | رئال مادرید    | لا سرامیکا          | ۲۱ نوامبر | ۱۶:۱۵ | ۰ | هرناندث هرناندث | ۳ | ۰ |
| سویا           | 4 – 2 | سلتا           | رامون سانچث-پیثخوان | ۲۱ نوامبر | ۱۸:۳۰ | ۰ | سوتو گرادو      | ۴ | ۰ |
| اتلتیکو مادرید | 1 – 0 | بارسلونا       | واندا متروپولیتانو  | ۲۱ نوامبر | ۲۱:۰۰ | ۰ | مونوئرا مونترو  | ۴ | ۰ |
| ایبار          | 0 – 0 | ختافه          | ایپوروا             | ۲۲ نوامبر | ۱۴:۰۰ | ۰ | گونثالث فوئرتس  | ۴ | ۰ |
| کادیس          | 0 – 1 | رئال سوسیداد   | رامون کارانثا       | ۲۲ نوامبر | ۱۶:۱۵ | ۰ | استرادا فرناندث | ۳ | ۰ |
| گرانادا        | 1 – 3 | رئال وایادولید | لوس کارمنس          | ۲۲ نوامبر | ۱۸:۳۰ | ۰ | مدیه خیمنث      | ۷ | ۰ |
| آلاوس          | 2 – 2 | والنسیا        | مندیزوروتسا         | ۲۲ نوامبر | ۲۱:۰۰ | ۰ | خایمه لاتره     | ۲ | ۰ |
| اتلتیک بیلبائو | 4 – 0 | رئال بتیس      | سن مامس             | ۲۳ نوامبر | ۲۱:۰۰ | ۰ | البرولا روخاس   | ۰ | ۰ |

| رئال وایادولید | 1 – 1 | لوانته         | خوسه ثوریا        | ۲۷ نوامبر | ۲۱:۰۰ | ۰ | پیثارو گومث          | ۳ | ۰ |
| الچه           | 1 – 1 | کادیس          | مارتینز والرو     | ۲۸ نوامبر | ۱۴:۰۰ | ۰ | کارلوس دل سرو        | ۶ | ۰ |
| والنسیا        | 0 – 1 | اتلتیکو مادرید | مستایا            | ۲۸ نوامبر | ۱۶:۱۵ | ۰ | ده بورگُس بنگوئچیا    | ۷ | ۰ |
| اوئسکا         | 0 – 1 | سویا           | ال الکوراث        | ۲۸ نوامبر | ۱۸:۳۰ | ۰ | کوادرا فرناندث       | ۶ | ۰ |
| رئال مادرید    | 1 – 2 | آلاوس          | آلفردو دی استفانو | ۲۸ نوامبر | ۲۱:۰۰ | ۰ | کوردرو وگا           | ۵ | ۰ |
| بارسلونا       | 4 – 0 | اوساسونا       | کمپ نو            | ۲۹ نوامبر | ۱۴:۰۰ | ۰ | متئو لائوث           | ۱ | ۰ |
| ختافه          | 1 – 1 | اتلتیک بیلبائو | آلفونسو پرز       | ۲۹ نوامبر | ۱۶:۱۵ | ۰ | ملرو لوپث            | ۷ | ۰ |
| سلتا           | 3 – 1 | گرانادا        | بالایدوس          | ۲۹ نوامبر | ۱۸:۳۰ | ۰ | دیاث ده مرا اسکودروس | ۸ | ۱ |
| رئال سوسیداد   | 1 – 1 | ویارئال        | آنوئتا            | ۲۹ نوامبر | ۲۱:۰۰ | ۰ | خیل مانزانو          | ۹ | ۰ |
| رئال بتیس      | 0 – 2 | ایبار          | بنیتو ویامارین    | ۳۰ نوامبر | ۲۱:۰۰ | ۰ | مارتینث مونوئرا      | ۳ | ۰ |

| اتلتیک بیلبائو | 0 – 2 | سلتا           | سن مامس             | ۴ دسامبر | ۲۱:۰۰ | ۰ | فیگروا واثکث    | ۳ | ۰ |
| لوانته         | 3 – 0 | ختافه          | والنسیا             | ۵ دسامبر | ۱۴:۰۰ | ۰ | مدیه خیمنث      | ۷ | ۲ |
| سویا           | 0 – 1 | رئال مادرید    | رامون سانچث-پیثخوان | ۵ دسامبر | ۱۶:۱۵ | ۰ | سانچث مارتینث   | ۴ | ۰ |
| اتلتیکو مادرید | 2 – 0 | رئال وایادولید | واندا متروپولیتانو  | ۵ دسامبر | ۱۸:۳۰ | ۰ | گونثالث فوئرتس  | ۶ | ۰ |
| کادیس          | 2 – 1 | بارسلونا       | رامون کارانثا       | ۵ دسامبر | ۲۱:۰۰ | ۰ | سوتو گرادو      | ۲ | ۰ |
| گرانادا        | 3 – 3 | اوئسکا         | لوس کارمنس          | ۶ دسامبر | ۱۴:۰۰ | ۰ | البرولا روخاس   | ۲ | ۰ |
| اوساسونا       | 0 – 2 | رئال بتیس      | ال ساذار            | ۶ دسامبر | ۱۶:۱۵ | ۰ | هرناندث هرناندث | ۵ | ۰ |
| ویارئال        | 0 – 0 | الچه           | لا سرامیکا          | ۶ دسامبر | ۱۸:۳۰ | ۰ | خایمه لاتره     | ۵ | ۰ |
| آلاوس          | 0 – 0 | رئال سوسیداد   | مندیزوروتسا         | ۶ دسامبر | ۲۱:۰۰ | ۰ | مونوئرا مونترو  | ۱ | ۱ |
| ایبار          | 0 – 0 | والنسیا        | ایپوروا             | ۷ دسامبر | ۲۱:۰۰ | ۰ | استرادا فرناندث | ۵ | ۰ |

| رئال وایادولید | 3 – 2 | اوساسونا       | خوسه ثوریا        | ۱۱ دسامبر | ۲۱:۰۰ | ۰ | کوردرو وگا           | ۹ | ۰ |
| والنسیا        | 2 – 2 | اتلتیک بیلبائو | مستایا            | ۱۲ دسامبر | ۱۴:۰۰ | ۰ | کارلوس دل سرو        | ۸ | ۰ |
| ختافه          | 0 – 1 | سویا           | آلفونسو پرز       | ۱۲ دسامبر | ۱۶:۱۵ | ۰ | مارتینث مونوئرا      | ۵ | ۰ |
| اوئسکا         | 1 – 0 | آلاوس          | ال الکوراث        | ۱۲ دسامبر | ۱۸:۳۰ | ۰ | ملرو لوپث            | ۶ | ۰ |
| رئال مادرید    | 2 – 0 | اتلتیکو مادرید | آلفردو دی استفانو | ۱۲ دسامبر | ۲۱:۰۰ | ۰ | متئو لائوث           | ۴ | ۰ |
| رئال سوسیداد   | 1 – 1 | ایبار          | آنوئتا            | ۱۳ دسامبر | ۱۴:۰۰ | ۰ | دیاث ده مرا اسکودروس | ۷ | ۰ |
| رئال بتیس      | 1 – 1 | ویارئال        | بنیتو ویامارین    | ۱۳ دسامبر | ۱۶:۱۵ | ۰ | پیثارو گومث          | ۵ | ۰ |
| الچه           | 0 – 1 | گرانادا        | مارتینز والرو     | ۱۳ دسامبر | ۱۸:۳۰ | ۰ | گونثالث فوئرتس       | ۶ | ۰ |
| بارسلونا       | 1 – 0 | لوانته         | کمپ نو            | ۱۳ دسامبر | ۲۱:۰۰ | ۰ | ده بورگُس بنگوئچیا    | ۳ | ۰ |
| سلتا           | 4 – 0 | کادیس          | بالایدوس          | ۱۴ دسامبر | ۲۱:۰۰ | ۰ | کوادرا فرناندث       | ۳ | ۰ |

| اتلتیک بیلبائو | 2 – 0 | اوئسکا         | سن مامس             | ۱۸ دسامبر | ۲۱:۰۰ | ۰ | پیثارو گومث     | ۳ | ۰ |
| اتلتیکو مادرید | 3 – 1 | الچه           | واندا متروپولیتانو  | ۱۹ دسامبر | ۱۴:۰۰ | ۰ | استرادا فرناندث | ۴ | ۰ |
| بارسلونا       | 2 – 2 | والنسیا        | کمپ نو              | ۱۹ دسامبر | ۱۶:۱۵ | ۰ | هرناندث هرناندث | ۶ | ۰ |
| لوانته         | 2 – 1 | رئال سوسیداد   | والنسیا             | ۱۹ دسامبر | ۱۸:۳۰ | ۰ | سوتو گرادو      | ۳ | ۰ |
| اوساسونا       | 1 – 3 | ویارئال        | ال ساذار            | ۱۹ دسامبر | ۱۸:۳۰ | ۰ | فیگروا واثکث    | ۵ | ۱ |
| سویا           | 1 – 1 | رئال وایادولید | رامون سانچث-پیثخوان | ۱۹ دسامبر | ۲۱:۰۰ | ۰ | خیل مانزانو     | ۷ | ۰ |
| سلتا           | 2 – 0 | آلاوس          | بالایدوس            | ۲۰ دسامبر | ۱۴:۰۰ | ۰ | البرولا روخاس   | ۴ | ۰ |
| گرانادا        | 2 – 0 | رئال بتیس      | لوس کارمنس          | ۲۰ دسامبر | ۱۶:۱۵ | ۰ | سانچث مارتینث   | ۷ | ۰ |
| کادیس          | 0 – 2 | ختافه          | رامون کارانثا       | ۲۰ دسامبر | ۱۸:۳۰ | ۰ | خایمه لاتره     | ۹ | ۰ |
| ایبار          | 1 – 3 | رئال مادرید    | ایپوروا             | ۲۰ دسامبر | ۲۱:۰۰ | ۰ | مونوئرا مونترو  | ۱ | ۰ |

| الچه           | 2 – 2 | اوساسونا       | مارتینز والرو     | ۲۲ دسامبر | ۱۷٫۳۰ | ۰ | ده بورگُس بنگوئچیا    | ۳ | ۰ |
| والنسیا        | 0 – 1 | سویا           | مستایا            | ۲۲ دسامبر | ۱۷٫۳۰ | ۰ | پیثارو گومث          | ۵ | ۰ |
| اوئسکا         | 1 – 1 | لوانته         | ال الکوراث        | ۲۲ دسامبر | ۱۹:۴۵ | ۰ | دیاث ده مرا اسکودروس | ۵ | ۰ |
| رئال سوسیداد   | 0 – 2 | اتلتیکو مادرید | آنوئتا            | ۲۲ دسامبر | ۱۹:۴۵ | ۰ | کوادرا فرناندث       | ۶ | ۰ |
| رئال وایادولید | 0 – 3 | بارسلونا       | خوسه ثوریا        | ۲۲ دسامبر | ۲۲:۰۰ | ۰ | ملرو لوپث            | ۳ | ۰ |
| ویارئال        | 1 – 1 | اتلتیک بیلبائو | لا سرامیکا        | ۲۲ دسامبر | ۲۲:۰۰ | ۰ | مدیه خیمنث           | ۲ | ۰ |
| ختافه          | 1 – 1 | سلتا           | آلفونسو پرز       | ۲۳ دسامبر | ۱۷:۳۰ | ۰ | گونثالث فوئرتس       | ۶ | ۰ |
| رئال مادرید    | 2 – 0 | گرانادا        | آلفردو دی استفانو | ۲۳ دسامبر | ۱۹:۴۵ | ۰ | مارتینث مونوئرا      | ۴ | ۰ |
| آلاوس          | 2 – 1 | ایبار          | مندیزوروتسا       | ۲۳ دسامبر | ۲۲:۰۰ | ۰ | کارلوس دل سرو        | ۶ | ۰ |
| رئال بتیس      | 1 – 0 | کادیس          | بنیتو ویامارین    | ۲۳ دسامبر | ۲۲:۰۰ | ۰ | متئو لائوث           | ۲ | ۰ |

| سویا           | 2 – 0 | ویارئال        | رامون سانچث-پیثخوان | ۲۹ دسامبر | ۱۷:۰۰ | ۰ | سوتو گرادو      | ۵ | ۰ |
| بارسلونا       | 1 – 1 | ایبار          | کمپ نو              | ۲۹ دسامبر | ۱۹:۱۵ | ۰ | البرولا روخاس   | ۲ | ۰ |
| کادیس          | 0 – 0 | رئال وایادولید | رامون کارانثا       | ۲۹ دسامبر | ۲۱:۳۰ | ۰ | هرناندث هرناندث | ۵ | ۰ |
| لوانته         | 4 – 3 | رئال بتیس      | والنسیا             | ۲۹ دسامبر | ۲۱:۳۰ | ۰ | استرادا فرناندث | ۵ | ۱ |
| گرانادا        | 2 – 1 | والنسیا        | لوس کارمنس          | ۳۰ دسامبر | ۱۷:۰۰ | ۰ | کوردرو وگا      | ۸ | ۲ |
| اتلتیکو مادرید | 1 – 0 | ختافه          | واندا متروپولیتانو  | ۳۰ دسامبر | ۱۹:۱۵ | ۰ | خیل مانزانو     | ۵ | ۰ |
| سلتا           | 2 – 1 | اوئسکا         | بالایدوس            | ۳۰ دسامبر | ۱۹:۱۵ | ۰ | مونوئرا مونترو  | ۲ | ۰ |
| الچه           | 1 – 1 | رئال مادرید    | مارتینز والرو       | ۳۰ دسامبر | ۲۱:۳۰ | ۰ | فیگروا واثکث    | ۵ | ۰ |
| اتلتیک بیلبائو | 0 – 1 | رئال سوسیداد   | سن مامس             | ۳۱ دسامبر | ۱۴:۰۰ | ۰ | سانچث مارتینث   | ۹ | ۰ |
| اوساسونا       | 1 – 1 | آلاوس          | ال ساذار            | ۳۱ دسامبر | ۱۶:۱۵ | ۰ | خایمه لاتره     | ۷ | ۱ |

| ویارئال        | 2 – 1 | لوانته         | لا سرامیکا        | ۲ ژانویه | ۱۴:۰۰ | ۰ | گونثالث فوئرتس       | ۲ | ۰ |
| رئال بتیس      | 1 – 1 | سویا           | بنیتو ویامارین    | ۲ ژانویه | ۱۶:۱۵ | ۰ | کارلوس دل سرو        | ۷ | ۰ |
| ختافه          | 0 – 1 | رئال وایادولید | آلفونسو پرز       | ۲ ژانویه | ۱۸:۳۰ | ۰ | دیاث ده مرا اسکودروس | ۵ | ۰ |
| رئال مادرید    | 2 – 0 | سلتا           | آلفردو دی استفانو | ۲ ژانویه | ۲۱:۰۰ | ۰ | ده بورگُس بنگوئچیا    | ۶ | ۰ |
| اتلتیک بیلبائو | 1 – 0 | الچه           | سن مامس           | ۳ ژانویه | ۱۴:۰۰ | ۰ | ملرو لوپث            | ۳ | ۰ |
| آلاوس          | 1 – 2 | اتلتیکو مادرید | مندیزوروتسا       | ۳ ژانویه | ۱۶:۱۵ | ۰ | مارتینث مونوئرا      | ۱ | ۱ |
| ایبار          | 2 – 0 | گرانادا        | ایپوروا           | ۳ ژانویه | ۱۸:۳۰ | ۰ | متئو لائوث           | ۳ | ۰ |
| رئال سوسیداد   | 1 – 1 | اوساسونا       | آنوئتا            | ۳ ژانویه | ۱۸:۳۰ | ۰ | پیثارو گومث          | ۲ | ۰ |
| اوئسکا         | 0 – 1 | بارسلونا       | ال الکوراث        | ۳ ژانویه | ۲۱:۰۰ | ۰ | کوادرا فرناندث       | ۲ | ۰ |
| والنسیا        | 1 – 1 | کادیس          | مستایا            | ۴ ژانویه | ۲۱:۰۰ | ۰ | مدیه خیمنث           | ۴ | ۰ |

| سلتا           | 0 – 4 | ویارئال        | بالایدوس            | ۸ ژانویه  | ۲۱:۰۰ | ۰ | استرادا فرناندث   | ۱ | ۰ |
| سویا           | 3 – 2 | رئال سوسیداد   | رامون سانچث-پیثخوان | ۹ ژانویه  | ۱۴:۰۰ | ۰ | البرولا روخاس     | ۳ | ۰ |
| گرانادا        | 0 – 4 | بارسلونا       | لوس کارمنس          | ۹ ژانویه  | ۱۸:۳۰ | ۰ | ده بورگُس بنگوئچیا | ۵ | ۱ |
| اوساسونا       | 0 – 0 | رئال مادرید    | ال ساذار            | ۹ ژانویه  | ۲۱:۰۰ | ۰ | سوتو گرادو        | ۰ | ۰ |
| لوانته         | 2 – 1 | ایبار          | والنسیا             | ۱۰ ژانویه | ۱۴:۰۰ | ۰ | استرادا فرناندث   | ۳ | ۰ |
| کادیس          | 3 – 1 | آلاوس          | رامون کارانثا       | ۱۰ ژانویه | ۱۶:۱۵ | ۰ | سانچث مارتینث     | ۶ | ۰ |
| رئال وایادولید | 0 – 1 | والنسیا        | خوسه ثوریا          | ۱۰ ژانویه | ۲۱:۰۰ | ۰ | کوادرا فرناندث    | ۵ | ۰ |
| الچه           | 1 – 3 | ختافه          | مارتینز والرو       | ۱۱ ژانویه | ۱۹:۰۰ | ۰ | مونوئرا مونترو    | ۶ | ۰ |
| اوئسکا         | 0 – 2 | رئال بتیس      | ال الکوراث          | ۱۱ ژانویه | ۲۱:۰۰ | ۰ | کوردرو وگا        | ۴ | ۰ |
| اتلتیکو مادرید | 2 – 1 | اتلتیک بیلبائو | واندا متروپولیتانو  | ۱۰ مارس   | ۱۹:۰۰ | ۰ | هرناندث هرناندث   | ۴ | ۰ |

| رئال مادرید    | ۳ – ۱ | اتلتیک بیلبائو | آلفردو دی استفانو | ۱۵ دسامبر | ۲۲:۰۰ | ۰ | خیل مانزانو          | ۴ | ۰ |
| بارسلونا       | ۲ – ۱ | رئال سوسیداد   | کمپ نو            | ۱۶ دسامبر | ۲۱:۰۰ | ۰ | سانچث مارتینث        | ۷ | ۰ |
| کادیس          | ۲ – ۲ | لوانته         | رامون کارانثا     | ۱۹ ژانویه | ۱۹:۰۰ | ۰ | کارلوس دل سرو        | ۴ | ۰ |
| رئال وایادولید | ۲ – ۲ | الچه           | خوسه ثوریا        | ۱۹ ژانویه | ۱۹:۰۰ | ۰ | خایمه لاتره          | ۴ | ۱ |
| آلاوس          | ۱ – ۲ | سویا           | مندیزوروتسا       | ۱۹ ژانویه | ۲۱:۳۰ | ۰ | دیاث ده مرا اسکودروس | ۶ | ۰ |
| ختافه          | ۱ – ۰ | اوئسکا         | آلفونسو پرز       | ۲۰ ژانویه | ۱۹:۰۰ | ۰ | مدیه خیمنث           | ۵ | ۰ |
| رئال بتیس      | ۲ – ۱ | سلتا           | بنیتو ویامارین    | ۲۰ ژانویه | ۲۱:۰۰ | ۰ | مارتینث مونوئرا      | ۵ | ۰ |
| ویارئال        | ۲ – ۲ | گرانادا        | لا سرامیکا        | ۲۰ ژانویه | ۲۱:۳۰ | ۰ | پیثارو گومث          | ۶ | ۱ |
| والنسیا        | ۱ – ۱ | اوساسونا       | مستایا            | ۲۱ ژانویه | ۱۹:۰۰ | ۰ | هرناندث هرناندث      | ۴ | ۰ |
| ایبار          | ۱ – ۲ | اتلتیکو مادرید | ایپوروا           | ۲۱ ژانویه | ۲۱:۳۰ | ۰ | ملرو لوپث            | ۵ | ۰ |

#### نیم‌فصل دوم
| لوانته         | 2 – 2 | رئال وایادولید | والنسیا             | ۲۲ ژانویه | ۲۱:۰۰ | ۰ | مونوئرا مونترو    | ۱  | ۰ |
| اوئسکا         | 0 – 0 | ویارئال        | ال الکوراث          | ۲۳ ژانویه | ۱۴:۰۰ | ۰ | البرولا روخاس     | ۴  | ۰ |
| سویا           | 3 – 0 | کادیس          | رامون سانچث-پیثخوان | ۲۳ ژانویه | ۱۶:۱۵ | ۰ | کوادرا فرناندث    | ۴  | ۰ |
| رئال سوسیداد   | 2 – 2 | رئال بتیس      | آنوئتا              | ۲۳ ژانویه | ۱۸:۳۰ | ۰ | سوتو گرادو        | ۴  | ۰ |
| آلاوس          | 1 – 4 | رئال مادرید    | مندیزوروتسا         | ۲۳ ژانویه | ۲۱:۰۰ | ۰ | هرناندث هرناندث   | ۸  | ۰ |
| اوساسونا       | 3 – 1 | گرانادا        | ال ساذار            | ۲۴ ژانویه | ۱۴:۰۰ | ۰ | استرادا فرناندث   | ۱۰ | ۰ |
| الچه           | 0 – 2 | بارسلونا       | مارتینز والرو       | ۲۴ ژانویه | ۱۶:۱۵ | ۰ | پیثارو گومث       | ۲  | ۰ |
| سلتا           | 1 – 1 | ایبار          | بالایدوس            | ۲۴ ژانویه | ۱۸:۳۰ | ۰ | گونثالث فوئرتس    | ۷  | ۰ |
| اتلتیکو مادرید | 3 – 1 | والنسیا        | واندا متروپولیتانو  | ۲۴ ژانویه | ۲۱:۰۰ | ۰ | ده بورگُس بنگوئچیا | ۲  | ۰ |
| اتلتیک بیلبائو | 5 – 1 | ختافه          | سن مامس             | ۲۵ ژانویه | ۲۱:۰۰ | ۰ | کوردرو وگا        | ۸  | ۰ |

| رئال وایادولید | 1 – 3 | اوئسکا         | خوسه ثوریا        | ۲۹ ژانویه | ۲۱:۰۰ | ۰ | مارتینث مونوئرا      | ۴ | ۰ |
| ایبار          | 0 – 2 | سویا           | ایپوروا           | ۳۰ ژانویه | ۱۴:۰۰ | ۰ | سانچث مارتینث        | ۸ | ۰ |
| رئال مادرید    | 1 – 2 | لوانته         | آلفردو دی استفانو | ۳۰ ژانویه | ۱۶:۱۵ | ۰ | مدیه خیمنث           | ۳ | ۱ |
| والنسیا        | 1 – 0 | الچه           | مستایا            | ۳۰ ژانویه | ۱۸:۳۰ | ۰ | گونثالث فوئرتس       | ۸ | ۰ |
| ویارئال        | 1 – 1 | رئال سوسیداد   | لا سرامیکا        | ۳۰ ژانویه | ۲۱:۰۰ | ۰ | دیاث ده مرا اسکودروس | ۴ | ۰ |
| ختافه          | 0 – 0 | آلاوس          | آلفونسو پرز       | ۳۱ ژانویه | ۱۴:۰۰ | ۰ | خایمه لاتره          | ۶ | ۰ |
| کادیس          | 2 – 4 | اتلتیکو مادرید | رامون کارانثا     | ۳۱ ژانویه | ۱۶:۱۵ | ۰ | خیل مانزانو          | ۶ | ۰ |
| گرانادا        | 0 – 0 | سلتا           | لوس کارمنس        | ۳۱ ژانویه | ۱۸:۳۰ | ۰ | کارلوس دل سرو        | ۶ | ۰ |
| بارسلونا       | 2 – 1 | اتلتیک بیلبائو | کمپ نو            | ۳۱ ژانویه | ۲۱:۰۰ | ۰ | متئو لائوث           | ۶ | ۰ |
| رئال بتیس      | 1 – 0 | اوساسونا       | بنیتو ویامارین    | ۱ فوریه   | ۲۱:۰۰ | ۰ | البرولا روخاس        | ۲ | ۰ |

| آلاوس          | 1 – 0 | رئال وایادولید | مندیزوروتسا         | ۵ فوریه | ۲۱:۰۰ | ۰ | سوتو گرادو      | ۸ | ۰ |
| لوانته         | 2 – 2 | گرانادا        | والنسیا             | ۶ فوریه | ۱۴:۰۰ | ۰ | کوردرو وگا      | ۴ | ۰ |
| اوئسکا         | 1 – 2 | رئال مادرید    | ال الکوراث          | ۶ فوریه | ۱۶:۱۵ | ۰ | استرادا فرناندث | ۳ | ۰ |
| الچه           | 2 – 2 | ویارئال        | مارتینز والرو       | ۶ فوریه | ۱۸:۳۰ | ۰ | ملرو لوپث       | ۳ | ۰ |
| سویا           | 3 – 0 | ختافه          | رامون سانچث-پیثخوان | ۶ فوریه | ۲۱:۰۰ | ۰ | مارتینث مونوئرا | ۵ | ۱ |
| رئال سوسیداد   | 4 – 1 | کادیس          | آنوئتا              | ۷ فوریه | ۱۴:۰۰ | ۰ | پیثارو گومث     | ۲ | ۱ |
| اتلتیک بیلبائو | 1 – 1 | والنسیا        | سن مامس             | ۷ فوریه | ۱۶:۱۵ | ۰ | مونوئرا مونترو  | ۳ | ۰ |
| اوساسونا       | 2 – 1 | ایبار          | ال ساذار            | ۷ فوریه | ۱۸:۳۰ | ۰ | فیگروا واثکث    | ۰ | ۰ |
| رئال بتیس      | 2 – 3 | بارسلونا       | بنیتو ویامارین      | ۷ فوریه | ۲۱:۰۰ | ۰ | کارلوس دل سرو   | ۴ | ۰ |
| اتلتیکو مادرید | 2 – 2 | سلتا           | واندا متروپولیتانو  | ۸ فوریه | ۲۱:۰۰ | ۰ | کوادرا فرناندث  | ۴ | ۰ |

| سلتا        | 3 – 1 | الچه           | بالایدوس          | ۱۲ فوریه | ۲۱:۰۰ | ۰ | ده بورگُس بنگوئچیا    | ۵ | ۰ |
| گرانادا     | 1 – 2 | اتلتیکو مادرید | لوس کارمنس        | ۱۳ فوریه | ۱۴:۰۰ | ۰ | متئو لائوث           | ۵ | ۰ |
| سویا        | 1 – 0 | اوئسکا         | سانچث پیثخوان     | ۱۳ فوریه | ۱۶:۱۵ | ۰ | مدیه خیمنث           | ۷ | ۰ |
| ایبار       | 1 – 1 | رئال وایادولید | ایپوروا           | ۱۳ فوریه | ۱۸:۳۰ | ۰ | دیاث ده مرا اسکودروس | ۵ | ۰ |
| بارسلونا    | 5 – 1 | آلاوس          | کمپ نو            | ۱۳ فوریه | ۲۱:۰۰ | ۰ | فیگروا واثکث         | ۲ | ۰ |
| ختافه       | 0 – 1 | رئال سوسیداد   | آلفونسو پرز       | ۱۴ فوریه | ۱۴:۰۰ | ۰ | گونثالث فوئرتس       | ۶ | ۰ |
| رئال مادرید | 2 – 0 | والنسیا        | آلفردو دی استفانو | ۱۴ فوریه | ۱۶:۱۵ | ۰ | سانچث مارتینث        | ۳ | ۰ |
| لوانته      | 0 – 1 | اوساسونا       | والنسیا           | ۱۴ فوریه | ۱۸:۳۰ | ۰ | خایمه لاتره          | ۳ | ۰ |
| ویارئال     | 1 – 2 | رئال بتیس      | لا سرامیکا        | ۱۴ فوریه | ۲۱:۰۰ | ۰ | خیل مانزانو          | ۵ | ۰ |
| کادیس       | 0 – 4 | اتلتیک بیلبائو | رامون کارانثا     | ۱۵ فوریه | ۲۱:۰۰ | ۰ | هرناندث هرناندث      | ۵ | ۰ |

| رئال بتیس      | 1 – 0 | ختافه       | بنیتو ویامارین     | ۱۹ فوریه | ۲۱:۰۰ | ۰ | استرادا فرناندث | ۹ | ۱ |
| الچه           | 1 – 0 | ایبار       | مارتینز والرو      | ۲۰ فوریه | ۱۴:۰۰ | ۰ | کوردرو وگا      | ۲ | ۰ |
| اتلتیکو مادرید | 0 – 2 | لوانته      | واندا متروپولیتانو | ۲۰ فوریه | ۱۶:۱۵ | ۰ | ملرو لوپث       | ۴ | ۰ |
| والنسیا        | 2 – 0 | سلتا        | مستایا             | ۲۰ فوریه | ۱۸:۳۰ | ۰ | پیثارو گومث     | ۵ | ۱ |
| رئال وایادولید | 0 – 1 | رئال مادرید | خوسه ثوریا         | ۲۰ فوریه | ۲۱:۰۰ | ۰ | کوادرا فرناندث  | ۵ | ۰ |
| بارسلونا       | 1 – 1 | کادیس       | کمپ نو             | ۲۱ فوریه | ۱۴:۰۰ | ۰ | مارتینث مونوئرا | ۲ | ۰ |
| رئال سوسیداد   | 4 – 0 | آلاوس       | آنوئتا             | ۲۱ فوریه | ۱۶:۱۵ | ۰ | مونوئرا مونترو  | ۵ | ۰ |
| اوئسکا         | 3 – 2 | گرانادا     | ال الکوراث         | ۲۱ فوریه | ۱۸:۳۰ | ۰ | سوتو گرادو      | ۶ | ۱ |
| اتلتیک بیلبائو | 1 – 1 | ویارئال     | سن مامس            | ۲۱ فوریه | ۲۱:۰۰ | ۰ | کارلوس دل سرو   | ۴ | ۰ |
| اوساسونا       | 0 – 2 | سویا        | ال ساذار           | ۲۲ فوریه | ۲۱:۰۰ | ۰ | البرولا روخاس   | ۴ | ۰ |

| لوانته      | 1 – 1 | اتلتیک بیلبائو | والنسیا           | ۲۶ فوریه | ۲۱:۰۰ | ۰ | دیاث ده مرا اسکودروس | ۵ | ۱ |
| ایبار       | 1 – 1 | اوئسکا         | ایپوروا           | ۲۷ فوریه | ۱۴:۰۰ | ۰ | گونثالث فوئرتس       | ۴ | ۰ |
| سویا        | 0 – 2 | بارسلونا       | سانچث پیثخوان     | ۲۷ فوریه | ۱۶:۱۵ | ۰ | هرناندث هرناندث      | ۷ | ۰ |
| آلاوس       | 0 – 1 | اوساسونا       | مندیزوروتسا       | ۲۷ فوریه | ۱۸:۳۰ | ۰ | سانچث مارتینث        | ۶ | ۰ |
| ختافه       | 3 – 0 | والنسیا        | آلفونسو پرز       | ۲۷ فوریه | ۲۱:۰۰ | ۰ | فیگروا واثکث         | ۵ | ۱ |
| سلتا        | 1 – 1 | رئال وایادولید | بالایدوس          | ۲۸ فوریه | ۱۴:۰۰ | ۰ | مدیه خیمنث           | ۴ | ۰ |
| کادیس       | 0 – 1 | رئال بتیس      | رامون کارانثا     | ۲۸ فوریه | ۱۶:۱۵ | ۰ | متئو لائوث           | ۳ | ۰ |
| گرانادا     | 2 – 1 | الچه           | لوس کارمنس        | ۲۸ فوریه | ۱۸:۳۰ | ۰ | خایمه لاتره          | ۴ | ۰ |
| ویارئال     | 0 – 2 | اتلتیکو مادرید | لا سرامیکا        | ۲۸ فوریه | ۲۱:۰۰ | ۰ | ده بورگُس بنگوئچیا    | ۵ | ۰ |
| رئال مادرید | 1 – 1 | رئال سوسیداد   | آلفردو دی استفانو | ۱ مارس   | ۲۱:۰۰ | ۰ | خیل مانزانو          | ۱ | ۰ |

| والنسیا        | 2 – 1 | ویارئال     | مستایا             | ۵ مارس | ۲۱:۰۰ | ۰ | استرادا فرناندث | ۷ | ۰ |
| رئال وایادولید | 2 – 1 | ختافه       | خوسه ثوریا         | ۶ مارس | ۱۴:۰۰ | ۰ | ملرو لوپث       | ۵ | ۱ |
| الچه           | 2 – 1 | سویا        | مارتینز والرو      | ۶ مارس | ۱۶:۱۵ | ۰ | پیثارو گومث     | ۴ | ۰ |
| کادیس          | 1 – 0 | ایبار       | رامون کارانثا      | ۶ مارس | ۱۸:۳۰ | ۰ | کارلوس دل سرو   | ۴ | ۰ |
| اوساسونا       | 0 – 2 | بارسلونا    | ال ساذار           | ۶ مارس | ۲۱:۰۰ | ۰ | کوادرا فرناندث  | ۲ | ۰ |
| اوئسکا         | 3 – 4 | سلتا        | ال الکوراث         | ۷ مارس | ۱۴:۰۰ | ۰ | مونوئرا مونترو  | ۲ | ۰ |
| اتلتیکو مادرید | 1 – 1 | رئال مادرید | واندا متروپولیتانو | ۷ مارس | ۱۶:۱۵ | ۰ | هرناندث هرناندث | ۶ | ۰ |
| رئال سوسیداد   | 1 – 0 | لوانته      | آنوئتا             | ۷ مارس | ۱۸:۳۰ | ۰ | سوتو گرادو      | ۲ | ۰ |
| اتلتیک بیلبائو | 2 – 1 | گرانادا     | سن مامس            | ۷ مارس | ۲۱:۰۰ | ۰ | مارتینث مونوئرا | ۳ | ۰ |
| رئال بتیس      | 3 – 2 | آلاوس       | بنیتو ویامارین     | ۸ مارس | ۲۱:۰۰ | ۰ | البرولا روخاس   | ۳ | ۰ |

| لوانته      | 1 – 0 | والنسیا        | والنسیا           | ۱۲ مارس | ۲۱:۰۰ | ۰ | کوادرا فرناندث       | ۷ | ۰ |
| آلاوس       | 1 – 1 | کادیس          | مندیزوروتسا       | ۱۳ مارس | ۱۴:۰۰ | ۰ | دیاث ده مرا اسکودروس | ۷ | ۰ |
| رئال مادرید | 2 – 1 | الچه           | آلفردو دی استفانو | ۱۳ مارس | ۱۶:۱۵ | ۰ | فیگروا واثکث         | ۲ | ۰ |
| اوساسونا    | 0 – 0 | رئال وایادولید | ال ساذار          | ۱۳ مارس | ۱۸:۳۰ | ۰ | ده بورگُس بنگوئچیا    | ۵ | ۰ |
| ختافه       | 0 – 0 | اتلتیکو مادرید | آلفونسو پرز       | ۱۳ مارس | ۲۱:۰۰ | ۰ | سانچث مارتینث        | ۶ | ۱ |
| سلتا        | 0 – 0 | اتلتیک بیلبائو | بالایدوس          | ۱۴ مارس | ۱۴:۰۰ | ۰ | خایمه لاتره          | ۵ | ۰ |
| گرانادا     | 1 – 0 | رئال سوسیداد   | لوس کارمنس        | ۱۴ مارس | ۱۶:۱۵ | ۰ | گونثالث فوئرتس       | ۵ | ۰ |
| ایبار       | 1 – 3 | ویارئال        | ایپوروا           | ۱۴ مارس | ۱۸:۳۰ | ۰ | مدیه خیمنث           | ۴ | ۱ |
| سویا        | 1 – 0 | رئال بتیس      | سانچث پیثخوان     | ۱۴ مارس | ۲۱:۰۰ | ۰ | متئو لائوث           | ۸ | ۰ |
| بارسلونا    | 4 – 1 | اوئسکا         | کمپ نو            | ۱۵ مارس | ۲۱:۰۰ | ۰ | کوردرو وگا           | ۲ | ۰ |

| رئال بتیس      | 2 – 0 | لوانته      | بنیتو ویامارین     | ۱۹ مارس | ۲۱:۰۰ | ۰ | خیل مانزانو     | ۲  | ۰ |
| اتلتیک بیلبائو | 1 – 1 | ایبار       | سن مامس            | ۲۰ مارس | ۱۴:۰۰ | ۰ | پیثارو گومث     | ۲  | ۰ |
| سلتا           | 1 – 3 | رئال مادرید | بالایدوس           | ۲۰ مارس | ۱۶:۱۵ | ۰ | ملرو لوپث       | ۷  | ۰ |
| اوئسکا         | 0 – 0 | اوساسونا    | ال الکوراث         | ۲۰ مارس | ۱۸:۳۰ | ۰ | کارلوس دل سرو   | ۳  | ۰ |
| رئال وایادولید | 1 – 1 | سویا        | خوسه ثوریا         | ۲۰ مارس | ۲۱:۰۰ | ۰ | استرادا فرناندث | ۴  | ۰ |
| ختافه          | 1 – 1 | الچه        | آلفونسو پرز        | ۲۱ مارس | ۱۴:۰۰ | ۰ | هرناندث هرناندث | ۱۰ | ۰ |
| والنسیا        | 2 – 1 | گرانادا     | مستایا             | ۲۱ مارس | ۱۶:۱۵ | ۰ | البرولا روخاس   | ۳  | ۰ |
| ویارئال        | 2 – 1 | کادیس       | لا سرامیکا         | ۲۱ مارس | ۱۶:۱۵ | ۰ | سوتو گرادو      | ۶  | ۰ |
| اتلتیکو مادرید | 1 – 0 | آلاوس       | واندا متروپولیتانو | ۲۱ مارس | ۱۸:۳۰ | ۰ | مارتینث مونوئرا | ۵  | ۰ |
| رئال سوسیداد   | 1 – 6 | بارسلونا    | آنوئتا             | ۲۱ مارس | ۲۱:۰۰ | ۰ | مونوئرا مونترو  | ۵  | ۰ |

| لوانته       | 0 – 2 | اوئسکا         | والنسیا           | ۲ آوریل | ۲۱:۰۰ | ۰ | فیگروا واثکث         | ۴ | ۰ |
| گرانادا      | 0 – 3 | ویارئال        | لوس کارمنس        | ۳ آوریل | ۱۴:۰۰ | ۰ | کوادرا فرناندث       | ۴ | ۰ |
| رئال مادرید  | 2 – 0 | ایبار          | آلفردو دی استفانو | ۳ آوریل | ۱۶:۱۵ | ۰ | دیاث ده مرا اسکودروس | ۲ | ۰ |
| اوساسونا     | 0 – 0 | ختافه          | ال ساذار          | ۳ آوریل | ۱۸:۳۰ | ۰ | گونثالث فوئرتس       | ۵ | ۰ |
| آلاوس        | 1 – 3 | سلتا           | مندیزوروتسا       | ۴ آوریل | ۱۴:۰۰ | ۰ | متئو لائوث           | ۷ | ۱ |
| الچه         | 1 – 1 | رئال بتیس      | مارتینث والرو     | ۴ آوریل | ۱۶:۱۵ | ۰ | کوردرو وگا           | ۵ | ۰ |
| کادیس        | 2 – 1 | والنسیا        | رامون کارانثا     | ۴ آوریل | ۱۸:۳۰ | ۰ | مدیه خیمنث           | ۴ | ۰ |
| سویا         | 1 – 0 | اتلتیکو مادرید | سانچث پیثخوان     | ۴ آوریل | ۲۱:۰۰ | ۰ | خیل مانزانو          | ۶ | ۰ |
| بارسلونا     | 1 – 0 | رئال وایادولید | کمپ نو            | ۵ آوریل | ۲۱:۰۰ | ۰ | خایمه لاتره          | ۶ | ۱ |
| رئال سوسیداد | 1 – 1 | اتلتیک بیلبائو | آنوئتا            | ۷ آوریل | ۲۱:۰۰ | ۰ | سانچث مارتینث        | ۴ | ۰ |

| اوئسکا         | 3 – 1 | الچه           | ال الکوراث        | ۹ آوریل  | ۲۱:۰۰ | ۰ | البرولا روخاس     | ۴ | ۰ |
| ختافه          | 0 – 1 | کادیس          | آلفونسو پرز       | ۱۰ آوریل | ۱۴:۰۰ | ۰ | ده بورگُس بنگوئچیا | ۵ | ۰ |
| اتلتیک بیلبائو | 0 – 0 | آلاوس          | سن مامس           | ۱۰ آوریل | ۱۶:۱۵ | ۰ | ملرو لوپث         | ۴ | ۰ |
| ایبار          | 0 – 1 | لوانته         | ایپوروا           | ۱۰ آوریل | ۱۸:۳۰ | ۰ | استرادا فرناندث   | ۵ | ۰ |
| رئال مادرید    | 2 – 1 | بارسلونا       | آلفردو دی استفانو | ۱۰ آوریل | ۲۱:۰۰ | ۰ | خیل مانزانو       | ۴ | ۱ |
| ویارئال        | 1 – 2 | اوساسونا       | لا سرامیکا        | ۱۱ آوریل | ۱۴:۰۰ | ۰ | مونوئرا مونترو    | ۰ | ۰ |
| والنسیا        | 2 – 2 | رئال سوسیداد   | مستایا            | ۱۱ آوریل | ۱۶:۱۵ | ۰ | پیثارو گومث       | ۸ | ۱ |
| رئال وایادولید | 1 – 2 | گرانادا        | خوسه ثوریا        | ۱۱ آوریل | ۱۸:۳۰ | ۰ | کارلوس دل سرو     | ۶ | ۰ |
| رئال بتیس      | 1 – 1 | اتلتیکو مادرید | بنیتو ویامارین    | ۱۱ آوریل | ۲۱:۰۰ | ۰ | کوادرا فرناندث    | ۰ | ۰ |
| سلتا           | 3 – 4 | سویا           | بالایدوس          | ۱۲ آوریل | ۲۱:۰۰ | ۰ | هرناندث هرناندث   | ۵ | ۰ |

| لوانته         | 0 – 1 | سویا           | والنسیا            | ۲۱ آوریل | ۱۹:۰۰ | ۰ | پیثارو گومث    | ۵ | ۰ |
| اوساسونا       | 3 – 1 | والنسیا        | ال ساذار           | ۲۱ آوریل | ۱۹:۰۰ | ۰ | ملرو لوپث      | ۳ | ۰ |
| رئال بتیس      | 0 – 0 | اتلتیک بیلبائو | بنیتو ویامارین     | ۲۱ آوریل | ۲۰:۰۰ | ۰ | مدیه خیمنث     | ۵ | ۱ |
| آلاوس          | 2 – 1 | ویارئال        | مندیزوروتسا        | ۲۱ آوریل | ۲۱:۰۰ | ۰ | کوردرو وگا     | ۳ | ۰ |
| الچه           | 1 – 1 | رئال وایادولید | مارتینث والرو      | ۲۱ آوریل | ۲۱:۰۰ | ۰ | سانچث مارتینث  | ۸ | ۰ |
| کادیس          | 0 – 3 | رئال مادرید    | رامون کارانثا      | ۲۱ آوریل | ۲۲:۰۰ | ۰ | متئو لائوث     | ۷ | ۰ |
| اتلتیکو مادرید | 2 – 0 | اوئسکا         | واندا متروپولیتانو | ۲۲ آوریل | ۱۹:۰۰ | ۰ | مونوئرا مونترو | ۲ | ۰ |
| گرانادا        | 4 – 1 | ایبار          | لوس کارمنس         | ۲۲ آوریل | ۲۱:۰۰ | ۰ | خایمه لاتره    | ۲ | ۰ |
| رئال سوسیداد   | 2 – 1 | سلتا           | آنوئتا             | ۲۲ آوریل | ۲۱:۰۰ | ۰ | خیل مانزانو    | ۹ | ۰ |
| بارسلونا       | 5 – 2 | ختافه          | کمپ نو             | ۲۲ آوریل | ۲۲:۰۰ | ۰ | فیگروا واثکث   | ۲ | ۰ |

| الچه           | 1 – 0 | لوانته         | مارتینز والرو       | ۲۴ آوریل | ۱۴:۰۰ | ۰ | مدیه خیمنث        | ۷ | ۰ |
| رئال وایادولید | 1 – 1 | کادیس          | خوسه ثوریا          | ۲۴ آوریل | ۱۶:۱۵ | ۰ | البرولا روخاس     | ۴ | ۰ |
| والنسیا        | 1 – 1 | آلاوس          | مستایا              | ۲۴ آوریل | ۱۸:۳۰ | ۰ | کوادرا فرناندث    | ۵ | ۱ |
| رئال مادرید    | 0 – 0 | رئال بتیس      | آلفردو دی استفانو   | ۲۴ آوریل | ۲۱:۰۰ | ۰ | استرادا فرناندث   | ۳ | ۰ |
| اوئسکا         | 0 – 2 | ختافه          | ال الکوراث          | ۲۵ آوریل | ۱۴:۰۰ | ۰ | مارتینث مونوئرا   | ۶ | ۰ |
| ویارئال        | 1 – 2 | بارسلونا       | لا سرامیکا          | ۲۵ آوریل | ۱۶:۱۵ | ۰ | کارلوس دل سرو     | ۵ | ۱ |
| سلتا           | 2 – 1 | اوساسونا       | بالایدوس            | ۲۵ آوریل | ۱۸:۳۰ | ۰ | سوتو گرادو        | ۵ | ۰ |
| سویا           | 2 – 1 | گرانادا        | رامون سانچث پیسخوان | ۲۵ آوریل | ۱۸:۳۰ | ۰ | ده بورگُس بنگوئچیا | ۵ | ۰ |
| اتلتیک بیلبائو | 2 – 1 | اتلتیکو مادرید | سن مامس             | ۲۵ آوریل | ۲۱:۰۰ | ۰ | گونثالث فوئرتس    | ۶ | ۰ |
| ایبار          | 0 – 1 | رئال سوسیداد   | ایپوروا             | ۲۶ آوریل | ۲۱:۰۰ | ۰ | فیگروا واثکث      | ۶ | ۰ |

| اوساسونا       | 2 – 0 | الچه           | ال ساذار           | ۱۸ آوریل | ۱۴:۰۰ | ۰ | فیگروا واثکث      | ۳ | ۰ |
| رئال سوسیداد   | 1 – 2 | سویا           | آنوئتا             | ۱۸ آوریل | ۱۴:۰۰ | ۰ | خایمه لاتره       | ۵ | ۰ |
| آلاوس          | 1 – 0 | اوئسکا         | مندیزوروتسا        | ۱۸ آوریل | ۱۶:۱۵ | ۰ | هرناندث هرناندث   | ۳ | ۰ |
| اتلتیکو مادرید | 5 – 0 | ایبار          | واندا متروپولیتانو | ۱۸ آوریل | ۱۶:۱۵ | ۰ | سوتو گرادو        | ۱ | ۰ |
| رئال بتیس      | 2 – 2 | والنسیا        | بنیتو ویامارین     | ۱۸ آوریل | ۱۸:۳۰ | ۰ | البرولا روخاس     | ۴ | ۰ |
| کادیس          | 0 – 0 | سلتا           | رامون کارانثا      | ۱۸ آوریل | ۱۸:۳۰ | ۰ | گونثالث فوئرتس    | ۱ | ۰ |
| ختافه          | 0 – 0 | رئال مادرید    | آلفونسو پرز        | ۱۸ آوریل | ۲۱:۰۰ | ۰ | سانچث مارتینث     | ۴ | ۰ |
| لوانته         | 1 – 5 | ویارئال        | والنسیا            | ۱۸ آوریل | ۲۱:۰۰ | ۰ | ده بورگُس بنگوئچیا | ۳ | ۰ |
| اتلتیک بیلبائو | 2 – 2 | رئال وایادولید | سن مامس            | ۲۸ آوریل | ۱۹:۰۰ | ۰ | کوردرو وگا        | ۲ | ۰ |
| بارسلونا       | 1 – 2 | گرانادا        | کمپ نو             | ۲۹ آوریل | ۱۹:۰۰ | ۰ | گونثالث فوئرتس    | ۴ | ۰ |

| سلتا           | 2 – 0 | لوانته         | بالایدوس          | ۳۰ آوریل | ۲۱:۰۰ | ۰ | خایمه لاتره          | ۴ | ۰ |
| ایبار          | 3 – 0 | آلاوس          | ایپوروا           | ۱ مه     | ۱۴:۰۰ | ۰ | مونوئرا مونترو       | ۲ | ۰ |
| الچه           | 0 – 1 | اتلتیکو مادرید | مارتینث والرو     | ۱ مه     | ۱۶:۱۵ | ۰ | ملرو لوپث            | ۶ | ۰ |
| اوئسکا         | 1 – 0 | رئال سوسیداد   | ال الکوراث        | ۱ مه     | ۱۸:۳۰ | ۰ | متئو لائوث           | ۴ | ۰ |
| رئال مادرید    | 2 – 0 | اوساسونا       | آلفردو دی استفانو | ۱ مه     | ۲۱:۰۰ | ۰ | کوادرا فرناندث       | ۲ | ۰ |
| رئال وایادولید | 1 – 1 | رئال بتیس      | خوسه ثوریا        | ۲ مه     | ۱۴:۰۰ | ۰ | پیثارو گومث          | ۷ | ۰ |
| ویارئال        | 1 – 0 | ختافه          | لا سرامیکا        | ۲ مه     | ۱۶:۱۵ | ۰ | استرادا فرناندث      | ۳ | ۰ |
| گرانادا        | 0 – 1 | کادیس          | لوس کارمنس        | ۲ مه     | ۱۸:۳۰ | ۰ | دیاث ده مرا اسکودروس | ۷ | ۱ |
| والنسیا        | 2 – 3 | بارسلونا       | مستایا            | ۲ مه     | ۲۱:۰۰ | ۰ | سانچث مارتینث        | ۳ | ۰ |
| سویا           | 0 – 1 | اتلتیک بیلبائو | سانچث پیثخوان     | ۳ مه     | ۲۱:۰۰ | ۰ | خیل مانزانو          | ۱ | ۰ |

| رئال سوسیداد   | 2 – 0 | الچه           | آنوئتا            | ۷ مه  | ۲۱:۰۰ | ۰ | کوردرو وگا      | ۴ | ۱ |
| آلاوس          | 2 – 2 | لوانته         | مندیزوروتسا       | ۸ مه  | ۱۴:۰۰ | ۰ | دل سرو          | ۳ | ۰ |
| بارسلونا       | 0 – 0 | اتلتیکو مادرید | کمپ نو            | ۸ مه  | ۱۶:۱۵ | ۰ | متئو لائوث      | ۶ | ۰ |
| کادیس          | 2 – 1 | اوئسکا         | رامون کارانثا     | ۸ مه  | ۱۸:۳۰ | ۰ | هرناندث هرناندث | ۴ | ۰ |
| اتلتیک بیلبائو | 2 – 2 | اوساسونا       | سن مامس           | ۸ مه  | ۲۱:۰۰ | ۰ | پیثارو گومث     | ۴ | ۰ |
| ختافه          | 0 – 1 | ایبار          | آلفونسو پرز       | ۹ مه  | ۱۴:۰۰ | ۰ | آلبرولا روخاس   | ۳ | ۰ |
| والنسیا        | 3 – 0 | رئال وایادولید | مستایا            | ۹ مه  | ۱۶:۱۵ | ۰ | خیل مانزانو     | ۰ | ۰ |
| ویارئال        | 2 – 4 | سلتا           | لا سرامیکا        | ۹ مه  | ۱۸:۳۰ | ۰ | مدیه خیمنث      | ۴ | ۳ |
| رئال مادرید    | 2 – 2 | سویا           | آلفردو دی استفانو | ۹ مه  | ۲۱:۰۰ | ۰ | مارتینث مونوئرا | ۳ | ۰ |
| رئال بتیس      | 2 – 1 | گرانادا        | بنیتو ویامارین    | ۱۰ مه | ۲۱:۰۰ | ۰ | سوتو گرادو      | ۶ | ۰ |

| اوساسونا       | 3 – 2 | کادیس          | ال ساذار           | ۱۱ مه | ۱۹:۰۰ | ۰ | خایمه لاتره          | ۴ | ۰ |
| الچه           | 0 – 2 | آلاوس          | مارتینث والرو      | ۱۱ مه | ۲۰:۰۰ | ۰ | گونثالث فوئرتس       | ۴ | ۰ |
| لوانته         | 3 – 3 | بارسلونا       | والنسیا            | ۱۱ مه | ۲۲:۰۰ | ۰ | مونوئرا مونترو       | ۴ | ۰ |
| سویا           | 1 – 0 | والنسیا        | سانچث پیثخوان      | ۱۲ مه | ۱۹:۰۰ | ۰ | استرادا فرناندث      | ۴ | ۰ |
| سلتا           | 1 – 0 | ختافه          | بالایدوس           | ۱۲ مه | ۲۰:۰۰ | ۰ | ملرو لوپث            | ۴ | ۰ |
| اوئسکا         | 1 – 0 | اتلتیک بیلبائو | ال الکوراث         | ۱۲ مه | ۲۰:۰۰ | ۰ | فیگروا واثکث         | ۱ | ۰ |
| اتلتیکو مادرید | 2 – 1 | رئال سوسیداد   | واندا متروپولیتانو | ۱۲ مه | ۲۲:۰۰ | ۰ | کوادرا فرناندث       | ۰ | ۰ |
| رئال وایادولید | 0 – 2 | ویارئال        | خوسه ثوریا         | ۱۳ مه | ۱۹:۰۰ | ۰ | ده بورگُس بنگوئچیا    | ۴ | ۰ |
| ایبار          | 1 – 1 | رئال بتیس      | ایپوروا            | ۱۳ مه | ۲۰:۰۰ | ۰ | دیاث ده مرا اسکودروس | ۴ | ۰ |
| گرانادا        | 1 – 4 | رئال مادرید    | لوس کارمنس         | ۱۳ مه | ۲۲:۰۰ | ۰ | خیل مانزانو          | ۶ | ۰ |

| آلاوس          | 4 – 2 | گرانادا        | مندیزوروتسا        | ۱۶ مه | ۱۸:۳۰ | ۰    | سانچث مارتینث     | ۶ | ۰ |
| اتلتیک بیلبائو | 0 – 1 | رئال مادرید    | سن مامس            | ۱۶ مه | ۱۸:۳۰ | ۰    | متئو لائوث        | ۵ | ۱ |
| اتلتیکو مادرید | 2 – 1 | اوساسونا       | واندا متروپولیتانو | ۱۶ مه | ۱۸:۳۰ | ۰    | مارتینث مونوئرا   | ۳ | ۱ |
| بارسلونا       | 1 – 2 | سلتا           | کمپ نو             | ۱۶ مه | ۱۸:۳۰ | ۰    | ده بورگُس بنگوئچیا | ۴ | ۰ |
| رئال بتیس      | 1 – 0 | اوئسکا         | بنیتو ویامارین     | ۱۶ مه | ۱۸:۳۰ | ۰    | گونثالث فوئرتس    | ۶ | ۱ |
| ختافه          | 2 – 1 | لوانته         | آلفونسو پرز        | ۱۶ مه | ۱۸:۳۰ | ۰    | کوردرو وگا        | ۵ | ۱ |
| کادیس          | 1 – 3 | الچه           | رامون کارانثا      | ۱۶ مه | ۱۸:۳۰ | ۰    | سوتو گرادو        | ۷ | ۰ |
| رئال سوسیداد   | 4 – 1 | رئال وایادولید | آنوئتا             | ۱۶ مه | ۱۸:۳۰ | ۰    | دل سرو            | ۶ | ۱ |
| والنسیا        | 4 – 1 | ایبار          | مستایا             | ۱۶ مه | ۱۸:۳۰ | ۳۰۰۰ | پیثارو گومث       | ۰ | ۰ |
| ویارئال        | 4 – 0 | سویا           | لا سرامیکا         | ۱۶ مه | ۱۸:۳۰ | ۵۰۰۰ | کوادرا فرناندث    | ۳ | ۰ |

| لوانته         | 2 – 2 | کادیس              | والنسیا             | ۲۱ مه | ۲۱:۰۰ | ۵۰۰۰ | استرادا فرناندث      | ۲  | ۰ |
| سلتا           | 2 – 3 | رئال بتیس          | بالایدوس            | ۲۲ مه | ۱۸:۰۰ | ۲۶۸۶ | خیل مانزانو          | ۱۳ | ۱ |
| ایبار          | 0 – 1 | بارسلونا           | ایپوروا             | ۲۲ مه | ۱۸:۰۰ | ۰    | خایمه لاتره          | ۳  | ۰ |
| اوئسکا         | 0 – 0 | والنسیا            | ال الکوراث          | ۲۲ مه | ۱۸:۰۰ | ۰    | کوادرا فرناندث       | ۳  | ۰ |
| اوساسونا       | 0 – 1 | رئال سوسیداد       | ال ساذار            | ۲۲ مه | ۱۸:۰۰ | ۰    | فیگروا واثکث         | ۱  | ۰ |
| رئال مادرید    | 2 – 1 | ویارئال            | آلفردو دی استفانو   | ۲۲ مه | ۱۸:۰۰ | ۰    | مونوئرا مونترو       | ۰  | ۰ |
| رئال وایادولید | 1 – 2 | اتلتیکو مادرید (ق) | خوسه ثوریا          | ۲۲ مه | ۱۸:۰۰ | ۰    | سانچث مارتینث        | ۷  | ۰ |
| الچه           | 2 – 0 | اتلتیک بیلبائو     | مارتینز والرو       | ۲۲ مه | ۱۸:۰۰ | ۵۰۰۰ | دل سرو               | ۳  | ۰ |
| گرانادا        | 0 – 0 | ختافه              | لوس کارمنس          | ۲۳ مه | ۱۸:۳۰ | ۰    | مدیه خیمنث           | ۶  | ۰ |
| سویا           | 1 – 0 | آلاوس              | رامون سانچث-پیثخوان | ۲۳ مه | ۲۱:۰۰ | ۰    | دیاث ده مرا اسکودروس | ۱  | ۰ |

## آمار فصل

### گلزنان برتر
| رتبه | بازیکن         | گل | بازی | م.گ. | دقایق | م.د.گ | پیچیچی | باشگاه         | یادداشت      |
| ---- | -------------- | -- | ---- | ---- | ----- | ----- | ------ | -------------- | ------------ |
| ۱    | لیونل مسی      | ۳۰ | ۳۵   | ۰٫۸۵ | ۲۸۴۱  | ۱۰۱   | ۲۸     | بارسلونا       | جایزه پیچیچی |
| ۲    | جرارد مورنو    | ۲۳ | ۳۳   | ۰٫۷  | ۲۴۲۰  | ۱۲۱   | ۲۱     | ویارئال        | جایزه زارا   |
| ۳    | کریم بنزما     | ۲۳ | ۳۴   | ۰٫۶۸ | ۲۶۳۷  | ۱۲۶   | ۲۱     | رئال مادرید    |              |
| ۴    | لوییس سوارس    | ۲۱ | ۳۲   | ۰٫۶۶ | ۲۲۴۶  | ۱۱۸   | ۱۹     | اتلتیکو مادرید |              |
| ۵    | یوسف النصیری   | ۱۸ | ۳۵   | ۰٫۴۹ | ۲۰۸۴  | ۱۲۳   | ۱۷     | سویا           |              |
| ۶    | الکساندر ایساک | ۱۴ | ۳۱   | ۰٫۴۵ | ۲۱۵۵  | ۱۵۴   | ۱۴     | رئال سوسیداد   |              |
| ۷    | یاگو آسپاس     | ۱۳ | ۳۰   | ۰٫۴۳ | ۲۶۰۶  | ۲۰۰   | ۱۳     | سلتا ویگو      |              |
| ۸    | رافا میر       | ۱۳ | ۳۵   | ۰٫۳۷ | ۲۶۰۱  | ۲۰۰   | ۱۳     | اوئسکا         |              |
| ۹    | آنتوان گریزمن  | ۱۲ | ۳۳   | ۰٫۳۶ | ۲۳۶۰  | ۱۹۷   | ۱۲     | بارسلونا       |              |
| ۱۰   | مارکوس یورنته  | ۱۲ | ۳۴   | ۰٫۳۵ | ۲۷۰۶  | ۲۲۶   | ۱۲     | اتلتیکو مادرید |              |
| ۱۱   | کیکه گارسیا    | ۱۲ | ۳۴   | ۰٫۳۵ | ۲۸۱۶  | ۲۳۵   | ۱۲     | ایبار          |              |
| ۱۲   | مورالس نوگالس  | ۱۲ | ۳۵   | ۰٫۳۴ | ۲۲۴۹  | ۱۸۷   | ۱۲     | لوانته         |              |

### پاسورهای برتر
| رتبه | بازیکن          | پاس | بازی | م.پاس | دقایق | دق.پاس | باشگاه         | یادداشت |
| ---- | --------------- | --- | ---- | ----- | ----- | ------ | -------------- | ------- |
| ۱    | یاگو آسپاس      | ۱۳  | ۳۳   | ۰٫۳۹  | ۲۸۶۷  | ۲۲۱    | سلتا ویگو      |         |
| ۲    | مارکوس یورنته   | ۱۱  | ۳۷   | ۰٫۳   | ۲۹۵۹  | ۲۶۹    | اتلتیکو مادرید |         |
| ۳    | تونی کروس       | ۱۰  | ۲۸   | ۰٫۳۶  | ۲۱۲۰  | ۲۱۲    | رئال مادرید    |         |
| ۴    | کریم بنزما      | ۹   | ۳۴   | ۰٫۲۶  | ۲۹۰۱  | ۳۲۲    | رئال مادرید    |         |
| ۵    | لیونل مسی       | ۹   | ۳۵   | ۰٫۲۶  | ۳۰۲۱  | ۳۳۶    | بارسلونا       |         |
| ۶    | خُرخه ده فروتُس   | ۸   | ۳۲   | ۰٫۳   | ۱۳۳۳  | ۱۶۷    | لوانته         |         |
| ۷    | کیرن تریپیر     | ۶   | ۲۸   | ۰٫۲۱  | ۲۴۷۶  | ۴۱۳    | اتلتیکو مادرید |         |
| ۸    | آنخل کوره‌آ      | ۸   | ۳۸   | ۰٫۱۶  | ۲۴۰۴  | ۴۰۱    | اتلتیکو مادرید |         |
| ۹    | میکل اُیارثابال  | ۷   | ۲۸   | ۰٫۲۶  | ۱۶۷۷  | ۲۸۰    | رئال سوسیداد   |         |
| ۱۰   | سرخیو کانالس    | ۶   | ۲۷   | ۰٫۲۷  | ۱۷۸۳  | ۲۹۷    | رئال بتیس      |         |
| ۱۱   | جوان جُردن       | ۶   | ۳۱   | ۰٫۲۳  | ۱۸۱۸  | ۳۰۳    | سویا           |         |
| ۱۲   | آنتوان گریزمن   | ۶   | ۳۶   | ۰٫۱۷  | ۲۶۱۰  | ۴۳۵    | بارسلونا       |         |
| ۱۳   | نبیل فقیر       | ۵   | ۲۹   | ۰٫۲۴  | ۲۰۲۵  | ۳۳۸    | رئال بتیس      |         |
| ۱۴   | اینیاکی ویلیامس | ۶   | ۳۳   | ۰٫۲۱  | ۲۰۸۲  | ۳۴۷    | اتلتیک بیلبائو |         |
| ۱۵   | جُردی آلبا       | ۶   | ۲۹   | ۰٫۲۴  | ۲۱۷۶  | ۳۶۳    | بارسلونا       |         |

### هت-تریک‌ها
| تاریخ     | بازیکن         | گل‌ها        | باشگاه         | باشگاه                       | نتیجه | حریف                         | حریف         | گزارش   |
| --------- | -------------- | ----------- | -------------- | ---------------------------- | ----- | ---------------------------- | ------------ | ------- |
| ۸/۱۱/۲۰۲۰ | کارلوس سولر    | '۳۵ '۵۴ '۶۳ | والنسیا        | بخش خودمختار والنسیا         | ۴ – ۱ | مادرید (بخش خودمختار)        | رئال مادرید  | هفته ۹  |
| ۹/۱/۲۰۲۱  | یوسف النصیری   | ۴' ۷' ۴۶'   | سویا           | اندلس                        | ۳ – ۲ | سرزمین باسک (منطقه خودمختار) | رئال سوسیداد | هفته ۱۸ |
| ۲۳/۱/۲۰۲۱ | یوسف النصیری   | ۳۵' ۳۹' ۶۲' | سویا           | اندلس                        | ۳ – ۰ | اندلس                        | کادیس        | هفته ۲۰ |
| ۲۹/۱/۲۰۲۱ | رافا میر       | ۳۷' ۵۰' ۵۷' | رئال وایادولید | کاستیا و لئون                | ۱ – ۳ | آراگون                       | اوئسکا       | هفته ۲۱ |
| ۲۱/۲/۲۰۲۱ | الکساندر ایساک | ۴۱' ۴۹' ۶۲' | رئال سوسیداد   | سرزمین باسک (منطقه خودمختار) | ۴ – ۰ | سرزمین باسک (منطقه خودمختار) | آلاوس        | هفته ۲۴ |
| ۳/۴/۲۰۲۱  | جرارد مورنو    | '۹ ۱۸' '۶۰  | گرانادا        | اندلس                        | ۰ – ۳ | بخش خودمختار والنسیا         | ویارئال      | هفته ۲۹ |
| ۱/۵/۲۰۲۱  | کیکه گارسیا    | ۳' ۵۰' ۵۹'  | ایبار          | سرزمین باسک (منطقه خودمختار) | ۳ – ۰ | سرزمین باسک (منطقه خودمختار) | آلاوس        | هفته ۳۴ |
| ۱۶/۵/۲۰۲۱ | کارلوس باکا    | ۳۴' ۴۷' ۷۹' | ویارئال        | بخش خودمختار والنسیا         | ۴ – ۰ | اندلس                        | سویا         | هفته ۳۷ |

### گل‌به‌خودی‌ها
| تاریخ      | بازیکن           | دقیقه     | میزبان         | میزبان                       | نتیجه | مهمان                        | مهمان          | گزارش   |
| ---------- | ---------------- | --------- | -------------- | ---------------------------- | ----- | ---------------------------- | -------------- | ------- |
| ۲۶/۹/۲۰۲۰  | امرسون رویال     | ۲–۲, '۴۸  | رئال بتیس      | اندلس                        | ۲ – ۳ | مادرید (بخش خودمختار)        | رئال مادرید    | هفته ۳  |
| ۲۷/۹/۲۰۲۰  | پاو تورس         | ۴–۰ '۴۵   | بارسلونا       | کاتالونیا                    | ۴ – ۰ | بخش خودمختار والنسیا         | ویارئال        | هفته ۳  |
| ۱/۱۰/۲۰۲۰  | اونای لوپث       | ۰–۱ '۵۷   | اتلتیک بیلبائو | سرزمین باسک (منطقه خودمختار) | ۰ – ۱ | اندلس                        | کادیس          | هفته ۴  |
| ۱/۱۰/۲۰۲۰  | لوکاس اولازا     | ۰–۲ '۵۴   | سلتا ویگو      | گالیسیا                      | ۰ – ۳ | کاتالونیا                    | بارسلونا       | هفته ۴  |
| ۸/۱۱/۲۰۲۰  | رافائل واران     | ۲–۱ '۴۳   | والنسیا        | بخش خودمختار والنسیا         | ۴ – ۱ | مادرید (بخش خودمختار)        | رئال مادرید    | هفته ۹  |
| ۲۳/۱۱/۲۰۲۰ | ویکتور رویث      | ۱–۰ '۹    | اتلتیک بیلبائو | سرزمین باسک (منطقه خودمختار) | ۴ – ۰ | اندلس                        | رئال بتیس      | هفته ۱۰ |
| ۲۸/۱۱/۲۰۲۰ | تونی لاتو        | ۰–۱ '۷۹   | والنسیا        | بخش خودمختار والنسیا         | ۰ – ۱ | مادرید (بخش خودمختار)        | اتلتیکو مادرید | هفته ۱۱ |
| ۵/۱۲/۲۰۲۰  | بونو             | ۰–۱ '۵۵   | سویا           | اندلس                        | ۰ – ۱ | مادرید (بخش خودمختار)        | رئال مادرید    | هفته ۱۲ |
| ۵/۱۲/۲۰۲۰  | پدرو الکالا      | ۱–۱ '۵۷   | کادیس          | اندلس                        | ۲ – ۱ | کاتالونیا                    | بارسلونا       | هفته ۱۲ |
| ۱۲/۱۲/۲۰۲۰ | شابیر اچیتا      | ۰–۱ '۸۱   | ختافه          | مادرید (بخش خودمختار)        | ۰ – ۱ | اندلس                        | سویا           | هفته ۱۳ |
| ۱۲/۱۲/۲۰۲۰ | یان اُبلاک        | ۲–۰ '۶۳   | رئال مادرید    | مادرید (بخش خودمختار)        | ۲ – ۰ | مادرید (بخش خودمختار)        | اتلتیکو مادرید | هفته ۱۳ |
| ۳/۱/۲۰۲۱   | فلیپه            | ۱–۱ '۸۴   | آلاوس          | سرزمین باسک (منطقه خودمختار) | ۱ – ۲ | مادرید (بخش خودمختار)        | اتلتیکو مادرید | هفته ۱۷ |
| ۹/۱/۲۰۲۱   | دیه‌گو کارلوس     | ۱–۱ '۵    | سویا           | اندلس                        | ۳ – ۲ | سرزمین باسک (منطقه خودمختار) | رئال سوسیداد   | هفته ۱۸ |
| ۱۲/۱/۲۰۲۱  | سرخیو هررا       | ۲–۰ '۴۵+۱ | گرانادا        | اندلس                        | ۲ – ۰ | نابارا                       | اوساسونا       | هفته ۴  |
| ۲۱/۱/۲۰۲۱  | اونای گارسیا     | ۱–۱ '۶۹   | والنسیا        | بخش خودمختار والنسیا         | ۱ – ۱ | نابارا                       | اوساسونا       | هفته ۱۹ |
| ۳۱/۱/۲۰۲۱  | آلبا             | ۱–۱ '۴۹   | بارسلونا       | کاتالونیا                    | ۲ – ۱ | سرزمین باسک (منطقه خودمختار) | اتلتیک بیلبائو | هفته ۲۱ |
| ۷/۲/۲۰۲۱   | هوگو گییامون     | ۱–۰ '۴۳   | اتلتیک بیلبائو | سرزمین باسک (منطقه خودمختار) | ۱ – ۱ | بخش خودمختار والنسیا         | والنسیا        | هفته ۲۲ |
| ۷/۲/۲۰۲۱   | ویکتور رویث      | ۱–۲ '۶۸   | رئال بتیس      | اندلس                        | ۲ – ۳ | کاتالونیا                    | بارسلونا       | هفته ۲۲ |
| ۲۰/۲/۲۰۲۱  | ماریو ارموسو     | ۰–۱ '۳۰   | اتلتیکو مادرید | مادرید (بخش خودمختار)        | ۰ – ۲ | بخش خودمختار والنسیا         | لوانته         | هفته ۲۴ |
| ۲۱/۲/۲۰۲۱  | دیمیتری فولکیه   | ۳–۱ '۴۴   | اوئسکا         | آراگون                       | ۳ – ۲ | اندلس                        | گرانادا        | هفته ۲۴ |
| ۲۸/۲/۲۰۲۱  | آلفونسو پدراثا   | ۰–۱ '۲۵   | ویارئال        | بخش خودمختار والنسیا         | ۰ – ۲ | مادرید (بخش خودمختار)        | اتلتیکو مادرید | هفته ۲۵ |
| ۹/۴/۲۰۲۱   | دنیس واورو       | ۰–۱ '۴    | اوئسکا         | آراگون                       | ۳ – ۱ | بخش خودمختار والنسیا         | الچه           | هفته ۳۰ |
| ۱۰/۴/۲۰۲۱  | داوید تیمور      | ۰–۱ '۶۴   | ختافه          | مادرید (بخش خودمختار)        | ۰ – ۱ | اندلس                        | کادیس          | هفته ۳۰ |
| ۱۱/۴/۲۰۲۱  | داوید گارسیا     | ۱–۱ '۷۰   | ویارئال        | بخش خودمختار والنسیا         | ۱ – ۲ | نابارا                       | اوساسونا       | هفته ۳۰ |
| ۱۸/۴/۲۰۲۱  | دیگو گونثالث     | ۲–۰ '۶۸   | اوساسونا       | نابارا                       | ۲ – ۰ | بخش خودمختار والنسیا         | الچه           | هفته ۳۳ |
| ۱۸/۴/۲۰۲۱  | سرخیو پوستیگو    | ۰–۱ '۹    | لوانته         | بخش خودمختار والنسیا         | ۱ – ۵ | بخش خودمختار والنسیا         | ویارئال        | هفته ۳۳ |
| ۱۸/۴/۲۰۲۱  | روبن وزو         | ۱–۴ '۷۲   | لوانته         | بخش خودمختار والنسیا         | ۱ – ۵ | بخش خودمختار والنسیا         | ویارئال        | هفته ۳۳ |
| ۲۲/۴/۲۰۲۱  | کلمون لنگله      | ۱–۱ '۱۲   | بارسلونا       | کاتالونیا                    | ۵ – ۲ | مادرید (بخش خودمختار)        | ختافه          | هفته ۳۱ |
| ۲۲/۴/۲۰۲۱  | سفیان چاکلا      | ۲–۱ '۲۸   | بارسلونا       | کاتالونیا                    | ۵ – ۲ | مادرید (بخش خودمختار)        | ختافه          | هفته ۳۱ |
| ۱/۵/۲۰۲۱   | آریتث ایلوستوندو | ۱–۰ '۸۷   | اوئسکا         | آراگون                       | ۱ – ۰ | سرزمین باسک (منطقه خودمختار) | رئال سوسیداد   | هفته ۳۴ |
| ۸/۵/۲۰۲۱   | گاستون سیلوا     | ۲–۱ '۴۵+۲ | کادیس          | اندلس                        | ۲ – ۱ | آراگون                       | اوئسکا         | هفته ۳۵ |
| ۸/۵/۲۰۲۱   | دیه‌گو کارلوس     | ۲–۲ '۹۰+۴ | رئال مادرید    | مادرید (بخش خودمختار)        | ۲ – ۲ | اندلس                        | سویا           | هفته ۳۵ |
| ۲۲/۵/۲۰۲۱  | خوان مانوئل پرث  | ۰–۱ '۸۶   | اوساسونا       | نابارا                       | ۰ – ۱ | سرزمین باسک (منطقه خودمختار) | رئال سوسیداد   | هفته ۳۸ |

### جایزه زامورا
جایزه زامورا توسط روزنامه مارکا به دروازه‌بانی با کمترین نسبت گل در هر بازی اهدا می‌شود. یک دروازه‌بان باید حداقل ۲۸ بازی ۶۰ دقیقه‌ای یا بیشتر داشته باشد تا بتواند این جایزه را کسب کند.
| رتبه | بازیکن              | باشگاه         | گل.خ. | بازی | م.گ.خ. | دفع | %دفع  | زامورا | یادداشت                 |
| ---- | ------------------- | -------------- | ----- | ---- | ------ | --- | ----- | ------ | ----------------------- |
| ۱    | یان اُبلاک           | اتلتیکو مادرید | ۲۵    | ۳۸   | ۰٫۶۵۸  | ۹۳  | ۷۹٫۵٪ | ۱      |                         |
| ۲    | تیبو کورتوا         | رئال مادرید    | ۲۶    | ۳۵   | ۰٫۷۴۳  | ۸۴  | ۷۶٫۴٪ | ۲      |                         |
| ۳    | بونو                | سویا           | ۲۴    | ۳۱   | ۰٫۷۷۴  | ۷۷  | ۷۶٫۲٪ | ۳      |                         |
| ۴    | مارک-آندره تر اشتگن | بارسلونا       | ۲۷    | ۲۹   | ۰٫۹۳۱  | ۷۳  | ۷۳٪   | ۴      |                         |
| ۵    | الکس رمیرو          | رئال سوسیداد   | ۳۵    | ۳۵   | ۱      | ۶۱  | ۶۳٫۵٪ | ۵      |                         |
| ۶    | اونای سیمون         | اتلتیک بیلبائو | ۳۸    | ۳۵   | ۱٫۰۸۶  | ۶۴  | ۶۲٫۷٪ | ۶      |                         |
| ۷    | داوید سوریا         | ختافه          | ۲۹    | ۲۶   | ۱٫۱۱۵  | ۵۴  | ۶۵٫۱٪ | ۱۶     |                         |
| ۸    | سرخیو آسنخو         | ویارئال        | ۴۰    | ۳۴   | ۱٫۱۷۶  | ۷۳  | ۶۴٫۶٪ | ۸      |                         |
| ۹    | سرخیو هِرِرا          | اوساسونا       | ۳۸    | ۳۲   | ۱٫۱۸۸  | ۸۲  | ۶۸٫۳٪ | ۷      |                         |
| ۱۰   | مارکو دمیتروویچ     | ایبار          | ۴۳    | ۳۳   | ۱٫۳۰۳  | ۷۷  | ۶۴٫۲٪ | ۹      |                         |
| ۱۱   | خرمیاس لدسما        | کادیس          | ۴۵    | ۳۲   | ۱٫۴۰۶  | ۸۳  | ۶۴٫۸٪ | ۱۰     |                         |
| ۱۲   | آیتور فرناندث       | لوانته         | ۴۱    | ۲۸   | ۱٫۴۶۴  | ۷۶  | ۶۵٪   | ۱۱     |                         |
| ۱۳   | خاومه دومنچ         | والنسیا        | ۴۲    | ۲۸   | ۱٫۵    | ۹۰  | ۶۸٫۲٪ | ۱۲     |                         |
| ۱۴   | ادگار بادیا         | الچه           | ۴۶    | ۳۰   | ۱٫۵۳۳  | ۹۵  | ۶۷٫۴٪ | ۱۳     |                         |
| ۱۵   | فرناندو پاچکو       | آلاوس          | ۵۴    | ۳۵   | ۱٫۵۴۳  | ۸۱  | ۶۰٪   | ۱۴     |                         |
| ۱۶   | روی سیلوا           | گرانادا        | ۵۱    | ۳۱   | ۱٫۶۴۵  | ۸۰  | ۶۱٫۱٪ | ۱۵     |                         |
| ۱۷   | خوئل روبلس          | رئال بتیس      | ۲۵    | ۱۸   | ۱٫۳۸۹  | ۳۸  | ۶۰٫۳٪ | ۱۹     | برای زامورا انتخاب نشد. |
| ۱۸   | روبن بلانکو         | سلتا ویگو      | ۲۷    | ۱۹   | ۱٫۴۲۱  | ۳۴  | ۵۵٫۷٪ | ۲۰     | برای زامورا انتخاب نشد. |
| ۱۹   | جوردی ماسیپ         | رئال وایادولید | ۳۴    | ۲۳   | ۱٫۴۷۸  | ۷۰  | ۶۷٫۳٪ | ۱۷     | برای زامورا انتخاب نشد. |
| ۲۰   | آلوارو فرناندث      | اوئسکا         | ۳۱    | ۱۹   | ۱٫۶۳۲  | ۵۷  | ۶۴٫۸٪ | ۱۸     | برای زامورا انتخاب نشد. |

## جوایز
|  |  |  |  |  |

| ماه     | بازیکن ماه     | بازیکن ماه     | منبع    |
| ماه     | بازیکن         | باشگاه         | منبع    |
| ------- | -------------- | -------------- | ------- |
| سپتامبر | آنسو فاتی      | بارسلونا       | [ ۹۶ ]  |
| اکتبر   | میکل اُیارثابال | رئال سوسیداد   | [ ۹۷ ]  |
| نوامبر  | ژوآو فلیکس     | اتلتیکو مادرید | [ ۹۸ ]  |
| دسامبر  | یاگو آسپاس     | سلتا ویگو      | [ ۹۹ ]  |
| ژانویه  | یوسف النصیری   | سویا           | [ ۱۰۰ ] |
| فوریه   | لیونل مسی      | بارسلونا       | [ ۱۰۱ ] |
| مارس    | کریم بنزما     | رئال مادرید    | [ ۱۰۲ ] |
| آوریل   | فرناندو        | سویا           | [ ۱۰۳ ] |
| مه      | یان ابلاک      | اتلتیکو مادرید | [ ۱۰۴ ] |

| جایزه      | بازیکن    | باشگاه         | منبع             |
| ---------- | --------- | -------------- | ---------------- |
| بازیکن فصل | یان اُبلاک | اتلتیکو مادرید | [ نیازمند منبع ] |

## ترکیب برتر لا لیگا
لا لیگا در قالب لا لیگا فنتسی، ترکیب یازده بازیکن ایده‌آل فصل را تعیین می‌کند.
| شماره | پست       | ملیت     | بازیکن        | باشگاه                       | ترکیب ۳-۴-۳                                                                   |
| ----- | --------- | -------- | ------------- | ---------------------------- | ----------------------------------------------------------------------------- |
| ۱     | دروازه‌بان | بلژیک    | تیبو کورتوا   | باشگاه فوتبال رئال مادرید    | کورتوا خاوی گالان آلبا کونده دی یونگ سولر یورنته مودریچ جرارد مورنو مسی بنزما |
| ۱۸    | مدافع     | اسپانیا  | آلبا          | باشگاه فوتبال بارسلونا       | کورتوا خاوی گالان آلبا کونده دی یونگ سولر یورنته مودریچ جرارد مورنو مسی بنزما |
| ۱۱    | مدافع     | اسپانیا  | خاوی گالان    | باشگاه فوتبال اوئسکا         | کورتوا خاوی گالان آلبا کونده دی یونگ سولر یورنته مودریچ جرارد مورنو مسی بنزما |
| ۲۳    | مدافع     | فرانسه   | ژول کونده     | باشگاه فوتبال سویا           | کورتوا خاوی گالان آلبا کونده دی یونگ سولر یورنته مودریچ جرارد مورنو مسی بنزما |
| ۱۴    | هافبک     | اسپانیا  | مارکوس یورنته | باشگاه فوتبال اتلتیکو مادرید | کورتوا خاوی گالان آلبا کونده دی یونگ سولر یورنته مودریچ جرارد مورنو مسی بنزما |
| ۲۱    | هافبک     | هلند     | فرنکی دی یونگ | باشگاه فوتبال بارسلونا       | کورتوا خاوی گالان آلبا کونده دی یونگ سولر یورنته مودریچ جرارد مورنو مسی بنزما |
| ۸     | هافبک     | اسپانیا  | کارلوس سولر   | باشگاه فوتبال والنسیا        | کورتوا خاوی گالان آلبا کونده دی یونگ سولر یورنته مودریچ جرارد مورنو مسی بنزما |
| ۱۰    | هافبک     | کرواسی   | لوکا مودریچ   | باشگاه فوتبال رئال مادرید    | کورتوا خاوی گالان آلبا کونده دی یونگ سولر یورنته مودریچ جرارد مورنو مسی بنزما |
| ۷     | مهاجم     | اسپانیا  | جرارد مورنو   | باشگاه فوتبال ویارئال        | کورتوا خاوی گالان آلبا کونده دی یونگ سولر یورنته مودریچ جرارد مورنو مسی بنزما |
| ۹     | مهاجم     | فرانسه   | کریم بنزما    | باشگاه فوتبال رئال مادرید    | کورتوا خاوی گالان آلبا کونده دی یونگ سولر یورنته مودریچ جرارد مورنو مسی بنزما |
| ۱۰    | مهاجم     | آرژانتین | لیونل مسی     | باشگاه فوتبال بارسلونا       | کورتوا خاوی گالان آلبا کونده دی یونگ سولر یورنته مودریچ جرارد مورنو مسی بنزما |

## نقل و انتقالات

### گرانترین نقل و انتقالات تابستانی
| بازیکن               | باشگاه مقصد                  | باشگاه مبدا                  | قیمت (€)   | منبع    |
| -------------------- | ---------------------------- | ---------------------------- | ---------- | ------- |
| میرالم پیانیچ        | باشگاه فوتبال بارسلونا       | باشگاه فوتبال یوونتوس        | ۶۰٫۰۰۰٫۰۰۰ | [ ۱۰۶ ] |
| آلوارو موراتا        | باشگاه فوتبال اتلتیکو مادرید | باشگاه فوتبال چلسی           | ۵۶٫۰۰۰٫۰۰۰ | [ ۱۰۶ ] |
| فرانسیسکو ترینکائو   | باشگاه فوتبال بارسلونا       | باشگاه فوتبال پورتو          | ۳۱٫۰۰۰٫۰۰۰ | [ ۱۰۶ ] |
| یانیک فریرا کاراسکو  | باشگاه فوتبال اتلتیکو مادرید | باشگاه فوتبال دالیان ییفانگ  | ۲۷٫۰۰۰٫۰۰۰ | [ ۱۰۶ ] |
| سوسو                 | باشگاه فوتبال سویا           | باشگاه فوتبال آ.ث. میلان     | ۲۴٫۰۰۰٫۰۰۰ | [ ۱۰۶ ] |
| سرجینیو دست          | باشگاه فوتبال بارسلونا       | باشگاه فوتبال آژاکس آمستردام | ۲۱٫۰۰۰٫۰۰۰ | [ ۱۰۶ ] |
| پرویس استوپینان      | باشگاه فوتبال ویارئال        | باشگاه فوتبال واتفورد        | ۱۶٫۴۰۰٫۰۰۰ | [ ۱۰۶ ] |
| اسکار رودریگز آرنایز | باشگاه فوتبال سویا           | باشگاه فوتبال رئال مادرید    | ۱۳٫۵۰۰٫۰۰۰ | [ ۱۰۶ ] |
| اسامه ادریسی         | باشگاه فوتبال سویا           | باشگاه فوتبال آزد آلکمار     | ۱۲٫۰۰۰٫۰۰۰ | [ ۱۰۶ ] |
| الکس برنگر           | باشگاه فوتبال اتلتیکو مادرید | باشگاه فوتبال تورینو         | ۱۲٫۰۰۰٫۰۰۰ | [ ۱۰۶ ] |

### گرانترین نقل و انتقالات زمستانی
| بازیکن           | باشگاه مبدا             | باشگاه مقصد                  | قیمت (€)   | منبع    |
| ---------------- | ----------------------- | ---------------------------- | ---------- | ------- |
| کوندوگبیا        | باشگاه فوتبال والنسیا   | باشگاه فوتبال اتلتیکو مادرید | ۱۵٫۰۰۰٫۰۰۰ | [ ۱۰۷ ] |
| کارلوس فرناندث   | باشگاه فوتبال سویا      | باشگاه فوتبال رئال سوسیداد   | ۱۰٫۰۰۰٫۰۰۰ | [ ۱۰۷ ] |
| آنتونیو سانابریا | باشگاه فوتبال رئال بتیس | باشگاه فوتبال تورینو         | ۷٫۰۰۰٫۰۰۰  | [ ۱۰۷ ] |
| پاپو گومز        | باشگاه فوتبال آتالانتا  | باشگاه فوتبال سویا           | ۵٫۰۰۰٫۰۰۰  | [ ۱۰۷ ] |
| اتین کاپو        | باشگاه فوتبال واتفورد   | باشگاه فوتبال ویارئال        | ۲٫۰۰۰٫۰۰۰  | [ ۱۰۷ ] |

## ترکیب تیم قهرمان
تعداد بازی‌ها و گل‌های هر بازیکن در پرانتز آمده‌است. (گل‌ها/بازی‌ها)
| ۱. | اتلتیکو مادرید | ترکیب اصلی (۲-۳-۲-۳)                                                     |
| - دروازه‌بان: یان اُبلاک (۳۸/۰) - مدافعان: فلیپه (۳۱/۰)؛ خوسه ماریا خیمنز (۲۱/۰)؛ ماریو ارموسو (۳۱/۱)؛ رنان لودی (۲۳/۱)؛ ریکارد سانچث (۱/۰)؛ استفان ساویچ (۳۳/۱)؛ کیرن تریپیر (۲۸/۰)؛ شیمه ورسالیکو (۹/۰) - بازیکنان میانی: یانیک کاراسکو (۳۰/۶)؛ هکتور هررا (۱۶/۰)؛ کوکه (۳۷/۱)؛ ژوفره کوندوگبیا (۲۵/۰)؛ توما لمار (۲۷/۱)؛ مارکوس یورنته (۳۷/۱۲) سائول نیگث (۳۳/۲)؛ لوکاس توریرا (۱۹/۱) - مهاجمان: آنخل کوره‌آ (۳۸/۹)؛ موسی دمبله (۵/۰)؛ ژوآو فلیکس (۳۱/۷)؛ لوییس سوارس (۳۲/۲۱)؛ ویتولو (۱۰/۰) - سرمربی: دیگو سیمئونه | - دروازه‌بان: یان اُبلاک (۳۸/۰) - مدافعان: فلیپه (۳۱/۰)؛ خوسه ماریا خیمنز (۲۱/۰)؛ ماریو ارموسو (۳۱/۱)؛ رنان لودی (۲۳/۱)؛ ریکارد سانچث (۱/۰)؛ استفان ساویچ (۳۳/۱)؛ کیرن تریپیر (۲۸/۰)؛ شیمه ورسالیکو (۹/۰) - بازیکنان میانی: یانیک کاراسکو (۳۰/۶)؛ هکتور هررا (۱۶/۰)؛ کوکه (۳۷/۱)؛ ژوفره کوندوگبیا (۲۵/۰)؛ توما لمار (۲۷/۱)؛ مارکوس یورنته (۳۷/۱۲) سائول نیگث (۳۳/۲)؛ لوکاس توریرا (۱۹/۱) - مهاجمان: آنخل کوره‌آ (۳۸/۹)؛ موسی دمبله (۵/۰)؛ ژوآو فلیکس (۳۱/۷)؛ لوییس سوارس (۳۲/۲۱)؛ ویتولو (۱۰/۰) - سرمربی: دیگو سیمئونه | یان اُبلاک خیمنز ارموسو ساویچ کوکه یورنته لمار کاراسکو تریپیر سوارس فلیکس |
| - دیگو کوستا (۷/۲)، توماس پارتی (۳/۰) و مانو سانچث (۴/۰) در طول فصل از باشگاه جدا شدند. | | یان اُبلاک خیمنز ارموسو ساویچ کوکه یورنته لمار کاراسکو تریپیر سوارس فلیکس |

## یادداشت
1. ↑  مبلغ بودجه به میلیون یورو است.   بودجه، نسبت به فصل قبل افزایش داشته است.   بودجه، نسبت به فصل قبل کاهش داشته است.
2. ↑  ورزشگاهی که برای بازی‌های بدون تماشاگر استفاده شدند.

## واژه‌نامه
1. ↑  LaLiga Fantasy